# Lista odcinków serialu Świat według Kiepskich
Lista odcinków serialu Świat według Kiepskich. W emisji powtórkowej niektóre odcinki są emitowane w alternatywnej numeracji. Od 2016 roku w powtórkowych emisjach Polsat używa alternatywnej, innej kolejności odcinków 1–244.

## Odcinki pilotażowe (wiosna 1999)
| Nr°1 | Nr°2 | Tytuł                                  | Opis odcinka | Data premiery | Reżyseria     | Scenariusz                                                                                |
| ---- | ---- | -------------------------------------- | --- | ------------- | ------------- | ----------------------------------------------------------------------------------------- |
| 1    | 182  | Umarł odbiornik, niech żyje odbiornik! | Pewnego dnia Babka psuje telewizor. Ferdek broniąc domu przed złodziejem chce zarobić na nowy telewizor przez sekstelefon. | 16.03.1999    | Okił Khamidow | Janusz Sadza Aleksander Sobiszewski Artur Rega Roman Rega Tomasz Kupiński Igor Nurczyński |
| 2    | 84   | Wiara czyni cuda                       | Na ścianie u Kiepskich i Paździochów ukazuje się Matka Boska.                                                              | 23.03.1999    | Okił Khamidow | Janusz Sadza Aleksander Sobiszewski                                                       |
| 3    | 85   | Kiepscy - zboczeńcy                    | Edzio rozpuszcza plotkę o zboczeńcu, grasującym w bloku przy ulicy Ćwiartki.                                               | 30.03.1999    | Okił Khamidow | Janusz Sadza Aleksander Sobiszewski Barbara Łuszczyńska                                   |

## Sezon 1 (1999/2000)
| Nr°1 | Nr°2 | Tytuł                            | Opis odcinka | Data premiery | Reżyseria     | Scenariusz                                                     |
| ---- | ---- | -------------------------------- | --- | ------------- | ------------- | -------------------------------------------------------------- |
| 4    | 86   | Rekord Guinnessa                 | Paździoch próbuje pobić rekord Guinnessa w siedzeniu na kiblu. Ferdek i jego rodzina również postanawiają spróbować.                                       | 04.09.1999    | Okił Khamidow | Janusz Sadza Aleksander Sobiszewski Piotr Kalwas               |
| 5    | 87   | Kiepski film                     | Ferdek i Waldek z sąsiadami chcą zagrać statystów w filmie, reżyserowanym przez samego Stevena Spielberga.                                                 | 11.09.1999    | Okił Khamidow | Janusz Sadza Aleksander Sobiszewski Piotr Kalwas               |
| 6    | 88   | Umcia, Umcia                     | Ferdek zostaje zapłodniony przez kosmitę. | 18.09.1999    | Okił Khamidow | Janusz Sadza Aleksander Sobiszewski Piotr Kalwas Okił Khamidow |
| 7    | 30   | Kiepski czarnowidz               | Ferdek odkrywa w sobie nadnaturalne zdolności "czarnowidzenia" (przewidywania najgorszych wydarzeń) i leczenia bioprądami i za ich pomocą próbuje zarobić. | 25.09.1999    | Okił Khamidow | Janusz Sadza Aleksander Sobiszewski Piotr Kalwas               |
| 8    | 32   | Kiepskie żarty                   | Ferdek chce zarobić poprzez występ w programie "Warte śmiechu".                                                                                            | 02.10.1999    | Okił Khamidow | Janusz Sadza Aleksander Sobiszewski Piotr Kalwas               |
| 9    | 31   | Kiepski mózg                     | Ferdek zauważa, że Babka i Paulinka przeglądają katalogi z trumnami. Postanawia zorganizować tani pochówek dla Babki.                                      | 09.10.1999    | Okił Khamidow | Janusz Sadza Aleksander Sobiszewski Piotr Kalwas               |
| 10   | 183  | Kiepscy mordercy                 | Ferdek z synem podają Babce płyn na rozwolnienie. | 16.10.1999    | Okił Khamidow | Igor Nurczyński                                                |
| 11   | 23   | Gumowy interes                   | Paździoch sprzedaje wszystkim tajemniczy klej, który klei wszystko. Ferdek zaś postanawia otworzyć firmę produkującą gumowe zabawki.                       | 23.10.1999    | Okił Khamidow | Janusz Sadza Aleksander Sobiszewski Piotr Kalwas               |
| 12   | 89   | Rolki, czyli total gigant        | Ferdek, będąc w stanie nietrzeźwości, obiecuje Marioli, że kupi jej na urodziny rolki. Musi teraz znaleźć jakiś sposób, aby to 'odkręcić'.                 | 30.10.1999    | Okił Khamidow | Janusz Sadza Aleksander Sobiszewski Piotr Kalwas               |
| 13   | 29   | Kiepscy dają czadu               | Kiepscy biorą udział w Festiwalu Piosenki Radosnej Duchem i Ciałem (FPRDiC).                                                                               | 06.11.1999    | Okił Khamidow | Janusz Sadza Aleksander Sobiszewski Piotr Kalwas               |
| 14   | 184  | Właściciele                      | Ferdek dostaje list z informacją, że jest właścicielem korytarza. Podobne listy otrzymują jego sąsiedzi.                                                   | 13.11.1999    | Okił Khamidow | Janusz Sadza Aleksander Sobiszewski Piotr Kalwas               |
| 15   | 90   | Wal magistra                     | Wioletta zdradza Edzia z magistrem. Edzio z Waldkiem i Ferdkiem zakładają agencję znieważającą inteligentów.                                               | 20.11.1999    | Okił Khamidow | Janusz Sadza Aleksander Sobiszewski Piotr Kalwas               |
| 16   | 91   | Wio!                             | Ferdek szuka sposobu na wygraną w Lotto. | 27.11.1999    | Okił Khamidow | Paweł Kudzia Piotr Kudzia Grzegorz Pawelczyk                   |
| 17   | 92   | Szkoła rzycia                    | Ferdek zakłada własną szkołę. | 04.12.1999    | Okił Khamidow | Janusz Sadza Aleksander Sobiszewski Piotr Kalwas               |
| 18   | 93   | Niewidzialna kanalia             | Kiepski znajduje rosyjską czapkę niewidkę. Waldek też chce się nią pobawić.                                                                                | 11.12.1999    | Okił Khamidow | Janusz Sadza Aleksander Sobiszewski Piotr Kalwas               |
| 19   | 239  | Cicha noc                        | Kiepscy obchodzą Wigilię, w czasie której Mikołaj przynosi niespodziewany prezent z Ameryki.                                                               | 18.12.1999    | Okił Khamidow | Janusz Sadza Aleksander Sobiszewski Piotr Kalwas               |
| 20   | 94   | W betonowym kręgu                | Boczek, Walduś i Ferdek zakładają klub sportowy. | 01.01.2000    | Okił Khamidow | Janusz Sadza Aleksander Sobiszewski Piotr Kalwas               |
| 21   | 185  | Śnięta królewna                  | Ferdka nawiedzają krasnale poszukujący księcia dla królewny.                                                                                               | 08.01.2000    | Okił Khamidow | Janusz Sadza Aleksander Sobiszewski Piotr Kalwas               |
| 22   | 95   | Chłopaki okej!                   | Do Polski wraca brat Ferdka – Stasiek Kiepski. Bracia razem zakładają biznes.                                                                              | 15.01.2000    | Okił Khamidow | Janusz Sadza Aleksander Sobiszewski Piotr Kalwas               |
| 23   | 96   | Spółdzielnia radiowęzeł          | Ferdek z rodziną i sąsiadami zakłada własną stację radiową.                                                                                                | 22.01.2000    | Okił Khamidow | Michał Kowal Franciszek Loy                                    |
| 24   | 81   | Złoty gol                        | Ferdek zakłada własny klub piłkarski. | 29.01.2000    | Okił Khamidow | Grzegorz Pawelczyk Paweł Kudzia Piotr Kudzia                   |
| 25   | 186  | Robochłop                        | Walduś z ojcem kupują robota, który ma zamiast nich sprzątać i wyręczać Halinkę w pracy.                                                                   | 05.02.2000    | Okił Khamidow | Janusz Sadza Aleksander Sobiszewski Piotr Kalwas               |
| 26   | 187  | Klątwa Tutenchama                | Marian i Helena Paździochowie przywożą z Egiptu fragment ciała faraona Tutenchamona II.                                                                    | 12.02.2000    | Okił Khamidow | Janusz Sadza Aleksander Sobiszewski Piotr Kalwas               |
| 27   | 97   | Kreatura mody                    | Ferdek zostaje projektantem mody i organizuje pokaz we własnym domu.                                                                                       | 19.02.2000    | Okił Khamidow | Janusz Sadza Aleksander Sobiszewski Piotr Kalwas               |
| 28   | 98   | Gość w dom - nie ma kołaczy      | Do Wrocławia przyjeżdża rodzina Boczka. "Tymczasowo" zatrzymują się u Kiepskich.                                                                           | 26.02.2000    | Okił Khamidow | Janusz Sadza Aleksander Sobiszewski Piotr Kalwas               |
| 29   | 80   | Złote kierpce                    | Do Kiepskich przyjeżdża rodzina Ferdka ze wsi, aby wziąć udział w Festiwalu Piosenki Ludowej.                                                              | 04.03.2000    | Okił Khamidow | Janusz Sadza Aleksander Sobiszewski Piotr Kalwas               |
| 30   | 99   | Kiepska bajka o złotym jajku     | Do Babki Kiepskiej przychodzi baba ze świeżymi jajami. Okazuje się, że jedno z nich jest złote. Ferdek nie może się zastanowić, jakie życzenie wymyślić.   | 29.04.2000    | Okił Khamidow | Michał Kowal Franciszek Loy                                    |
| 31   | 100  | Perpetum mobile                  | Polska Akademia Nauk ogłasza konkurs na zbudowanie perpetuum mobile. Milion dolarów nagrody kusi Ferdka.                                                   | 06.05.2000    | Okił Khamidow | Janusz Sadza Aleksander Sobiszewski Piotr Kalwas               |
| 32   | 52   | Okrutna pizza                    | Walduś i Ferdek postanawiają otworzyć własną pizzerię. | 13.05.2000    | Okił Khamidow | Janusz Sadza Aleksander Sobiszewski Piotr Kalwas               |
| 33   | 101  | Operacja Bobas                   | Mieszkanie Ferdka wynajmuje bezrobotny, który podaje się za agenta. Wmawia Ferdkowi, że za cały dobrobyt w jego domu zapłaci Urząd Ochrony Państwa.        | 20.05.2000    | Okił Khamidow | Janusz Sadza Aleksander Sobiszewski Piotr Kalwas               |
| 34   | 102  | Zagadka nieśmiertelności         | Polskę obiega plotka o zatruciu wszystkich browarów w kraju. Ferdek traci sens życia. Rodzina szuka sposobów, aby pomóc Ferdkowi.                          | 27.05.2000    | Okił Khamidow | Janusz Sadza Aleksander Sobiszewski Piotr Kalwas               |
| 35   | 188  | Ferdewalduś                      | Mariolka i Waldek podejrzewają, że Halinka jest w ciąży.                                                                                                   | 03.06.2000    | Okił Khamidow | Michał Kowal Franciszek Loy                                    |
| 36   | 14   | Doktor Śledzik i mister Zgredzik | U Paździochów pojawia się szalony naukowiec, który przeprowadza na Babce tajemniczy eksperyment.                                                           | 10.06.2000    | Okił Khamidow | Janusz Sadza Aleksander Sobiszewski Piotr Kalwas               |
| 37   | 61   | Powóz zajechał                   | Ferdek dostaje zaproszenie na zjazd arystokratycznej rodziny Badziwiłłów.                                                                                  | 17.06.2000    | Okił Khamidow | Robert Lewandowski                                             |
| 38   | 103  | Ciemna randka                    | Aby znaleźć dziewczynę dla Waldusia, Ferdek organizuje własną wersję programu "Ciemna randka".                                                             | 24.06.2000    | Okił Khamidow | Janusz Sadza Aleksander Sobiszewski Piotr Kalwas               |

## Sezon 2 (2000/2001)
| Nr°1 | Nr°2 | Tytuł                         | Opis odcinka | Data premiery               | Reżyseria     | Scenariusz                                       |
| ---- | ---- | ----------------------------- | --- | --------------------------- | ------------- | ------------------------------------------------ |
| 39   | 104  | Żłopuś                        | Ferdkowi znikają puszki z piwem. Okazuje się, że w domu Kiepskich zagnieździł się potwór – Żłopuś, po ucieczce z Instytutu Genetyki.                      | 02.09.2000                  | Okił Khamidow | Patrick Yoka                                     |
| 40   | 64   | Rybny targ                    | Boczek znajduje szklaną rybę przy śmietniku. | 06.09.2000                  | Okił Khamidow | Grzegorz Pawelczyk                               |
| 41   | 105  | Experyment sen                | Ferdek poddaje się trzydniowemu eksperymentowi. | 09.09.2000                  | Okił Khamidow | Michał Kowal Franciszek Loy                      |
| 42   | 189  | Proca Amora                   | Amor zostawia swoją broń w mieszkaniu Kiepskich. Ferdek postanawia wykorzystać sytuację.                                                                  | 13.09.2000                  | Okił Khamidow | Patrick Yoka                                     |
| 43   | 106  | Rodzina zastępcza             | Do Polski przyjeżdża Elżbieta II, zażyczyła sobie odwiedzić typową polską rodzinę. Wylosowano Kiepskich.                                                  | 16.09.2000                  | Okił Khamidow | Janusz Sadza Aleksander Sobiszewski Piotr Kalwas |
| 44   | 190  | Kiepski prezydent             | Ferdek postanawia kandydować na prezydenta Polski. | 20.09.2000                  | Okił Khamidow | Aleksander Sobiszewski Robert Krzak              |
| 45   | 107  | Przezorny zawsze ubezpieczony | Ferdek wykupuje ubezpieczenie dla całej rodziny. Próbuje wyłudzić wysokie odszkodowanie.                                                                  | 23.09.2000                  | Okił Khamidow | Janusz Sadza Aleksander Sobiszewski Piotr Kalwas |
| 46   | 191  | Wzorowy obywatel              | Radio Kiepskich odbiera dziwną stację. Okazuje się, że są to rozmowy służb specjalnych.                                                                   | 27.09.2000                  | Okił Khamidow | Patrick Yoka                                     |
| 47   | 192  | Browary Hils                  | Ferdek otwiera biuro narzeczonych. | 30.09.2000                  | Okił Khamidow | Michał Kowal Franciszek Loy                      |
| 48   | 108  | Gigantus erektus              | Ferdek otwiera hotel dla płazów i gadów. | 04.10.2000                  | Okił Khamidow | Janusz Sadza Aleksander Sobiszewski Piotr Kalwas |
| 49   | 66   | Spirytyści                    | Mieszkańców kamienicy przy ulicy Ćwiartki 3/4 nawiedza duch kierowany przez Ferdka.                                                                       | 07.10.2000                  | Okił Khamidow | Robert Lewandowski                               |
| 50   | 109  | W kamasze                     | Listonosz Edzio przynosi wezwanie do wojska. | 11.10.2000                  | Okił Khamidow | Michał Kowal Franciszek Loy Robert Lewandowski   |
| 51   | 110  | Zrób sobie babkę              | Walduś i Ferdek postanawiają skonstruować sobowtóra Babki, który mógłby odebrać jej rentę.                                                                | 14.10.2000                  | Okił Khamidow | Janusz Sadza Aleksander Sobiszewski Piotr Kalwas |
| 52   | 193  | Lato w mieście                | Ferdek otwiera biuro podróży. | 18.10.2000                  | Okił Khamidow | Aleksander Sobiszewski                           |
| 53   | 194  | Pała czyli dwója              | Do Paździochów przyjeżdża kuzynka. Za namową Ferdka zaczyna udzielać korepetycję Waldkowi.                                                                | 21.10.2000                  | Okił Khamidow | Paweł Kudzia                                     |
| 54   | 195  | Cegła Gutenberga              | Ferdek traci pamięć. Halinka i Mariolka postanawiają zrobić z niego pomoc domową.                                                                         | 25.10.2000                  | Okił Khamidow | Robert Lewandowski                               |
| 55   | 196  | Dejwid Koperfilc              | Ferdek z synem postanawiają wziąć udział w konkursie iluzjonistycznym.                                                                                    | 28.10.2000                  | Okił Khamidow | Patrick Yoka                                     |
| 56   | 111  | Ferdosik                      | Po zjedzeniu starego oscypka, Ferdka nawiedzają halucynacje. Wydaje mu się, że jest Janosikiem.                                                           | 04.11.2000                  | Okił Khamidow | Janusz Sadza Aleksander Sobiszewski Piotr Kalwas |
| 57   | 197  | Magister, jego mać            | Do Kiepskich przychodzi magister. Mają z nim duże kłopoty.                                                                                                | 08.11.2000                  | Okił Khamidow | Robert Lewandowski                               |
| 58   | 112  | Kazachstanskije wieciera      | Do Kiepskich przyjeżdża rodzina z Kazachstanu. Ferdek rozkręca biznes.                                                                                    | 11.11.2000                  | Okił Khamidow | Albin Przybyłowski Okił Khamidow Patrick Yoka    |
| 59   | 17   | Egzekucja                     | Paździoch sprzedaje Dworzec Główny we Wrocławiu. Aby uchronić sąsiada od kary, Ferdek inscenizuje proces sądowy.                                          | 15.11.2000                  | Okił Khamidow | Robert Lewandowski Michał Kowal Franciszek Loy   |
| 60   | 198  | Kiepska płeć                  | Ferdek poddaje się operacji plastycznej. | 18.11.2000                  | Okił Khamidow | Marcin Cząba                                     |
| 61   | 199  | Genialny Szopen               | Ferdek i Walduś oglądają w telewizji papugę mówiącą ludzkim głosem. Chcą zdobyć taką samą.                                                                | 22.11.2000                  | Okił Khamidow | Patrick Yoka                                     |
| 62   | 113  | Margaryna gagaryna            | Kiepscy wygrywają podróż w kosmos. Według losowania ma pojechać Babka. Ferdek się z tym nie zgadza.                                                       | 25.11.2000                  | Okił Khamidow | Janusz Sadza Aleksander Sobiszewski Piotr Kalwas |
| 63   | 114  | Kiepski magnes                | Aby opanować nerwowe tiki i ból głowy, Ferdek za namową sąsiada zjada duże ilości magnesu. Zaczyna przyciągać metale, postanowił zarabiać na tym.         | 29.11.2000                  | Okił Khamidow | Aleksander Sobiszewski                           |
| 64   | 200  | Lepsza połowa                 | Ferdek znajduje w piwnicy 25-letnią butelkę wódki. Postanawia wypić trunek.                                                                               | 02.12.2000                  | Okił Khamidow | Patrick Yoka Okił Khamidow                       |
| 65   | 201  | Ziarno                        | Rozalia Kiepska dostaje od Archanioła Gabriela ziarno, z którego ma wyhodować anioła. Paulinka i Borysek doradzają jej, jak schować Anioła przed zięciem. | 06.12.2000                  | Okił Khamidow | Aleksander Sobiszewski                           |
| 66   | 202  | Hiperferdex                   | Bazar, na którym handlował Paździoch zostaje zlikwidowany. Ferdek postanawia pomóc sąsiadowi.                                                             | 09.12.2000                  | Okił Khamidow | Aleksander Sobiszewski                           |
| 67   | 115  | Eros i medycyna               | Halina wygrywa 40 worków soli. Ferdek, Boczek i Paździoch postanawiają zrobić z niej użytek.                                                              | 13.12.2000                  | Okił Khamidow | Aleksander Sobiszewski                           |
| 68   | 70   | Tajemnica X muzy              | W mieszkaniu Kiepskich pojawia się tajemnicza i piękna kobieta. Okazuje się, że jest to muza poezji.                                                      | 16.12.2000                  | Okił Khamidow | Robert Lewandowski                               |
| 69   | 240  | Szopka                        | Babka chce wziąć udział w konkursie na najpiękniejszą szopkę. Ferdek i Walduś postanawiają jej pomóc.                                                     | 20.12.2000                  | Okił Khamidow | Aleksander Sobiszewski                           |
| 70   | 203  | Waldek w krainie czarów       | Waldek przypadkiem trafia na drugą stronę lustra, do świata równoległego, gdzie Kiepscy i ich sąsiedzi to kulturalne i wykształcone rodziny.              | 27.12.2000                  | Okił Khamidow | Aleksander Sobiszewski                           |
| 71   | 204  | Świnia w każdym domu          | Paździoch zakłada w mieszkaniu hodowlę świni miejskiej. Namawia na to Ferdka.                                                                             | 31.12.2000                  | Okił Khamidow | Janusz Sadza Aleksander Sobiszewski Piotr Kalwas |
| 72   | 205  | Ferdynator                    | Ferdek wyczytuje z gazety, że potrzebni są ochotnicy do tajnej operacji. Zgłasza się na ochotnika.                                                        | 01.01.2001                  | Okił Khamidow | Patrick Yoka                                     |
| 73   | 206  | Nie bój żaby                  | Pod nieobecność rodziców, Mariolka z kumplem próbują wywołać diabła.                                                                                      | 02.2001 05.09.2001 (Polsat) | Okił Khamidow | Aleksander Sobiszewski                           |
| 74   | 207  | Śmierć i Ferdynand            | Halina szuka sposobu na oduczenie Ferdka picia alkoholu.                                                                                                  | 02.2001 19.09.2001 (Polsat) | Okił Khamidow | Paweł Chmielewski Wojciech Zając                 |
| 75   | 208  | Browar z kominem              | Ferdek musi własnoręcznie zdobyć pieniądze na piwo. Zakłada Agencję Reklamową.                                                                            | 02.2001 26.09.2001 (Polsat) | Okił Khamidow | Robert Lewandowski                               |
| 76   | 209  | Casino de renta 2000          | Ferdek otwiera Klub Seniora. | 02.2001 03.10.2001 (Polsat) | Okił Khamidow | Aleksander Sobiszewski                           |

## Sezon 3 (2001/2002)
| Nr°1 | Nr°2 | Tytuł                         | Opis odcinka | Data premiery | Reżyseria     | Scenariusz                                        |
| ---- | ---- | ----------------------------- | --- | ------------- | ------------- | ------------------------------------------------- |
| 77   | 116  | Pępek świata                  | Według najnowszych obliczeń centrum świata znajduje się w dużym pokoju Kiepskich.                                                         | 10.10.2001    | Okił Khamidow | Aleksander Sobiszewski                            |
| 78   | 28   | Kasa chorych                  | Ferdek zakłada własną Prywatną Klinikę Psychiatryczną.                                                                                    | 17.10.2001    | Okił Khamidow | Jan Bożko                                         |
| 79   | 67   | Sposób na blondynkę           | Ferdek i sąsiedzi szukają "towarzyszki zabaw" dla Waldka na sylwestrową noc.                                                              | 24.10.2001    | Okił Khamidow | Robert Lewandowski                                |
| 80   | 210  | Kamienny krąg                 | Paździoch cierpi na kamicę nerkową, korzysta z niezawodnego sposobu Babki.                                                                | 31.10.2001    | Okił Khamidow | Aleksander Sobiszewski Zbigniew Szymczyk (pomysł) |
| 81   | 117  | Tajemnicza historia           | Ferdek otwiera Agencję Detektywistyczną.                                                                                                  | 07.11.2001    | Okił Khamidow | Robert Lewandowski                                |
| 82   | 49   | Minister wszystkich Polaków   | Walduś znajduje telefon Ministra. Ferdek zarządza Polską.                                                                                 | 14.11.2001    | Okił Khamidow | Patrick Yoka                                      |
| 83   | 41   | Los bigos i uroda             | Kiepski zakłada firmę kosmetyczną. | 21.11.2001    | Okił Khamidow | Robert Lewandowski                                |
| 84   | 211  | Chatka Wielkiego Władka       | Ferdynand wraz z rodziną i sąsiadami bierze udział w reality show.                                                                        | 28.11.2001    | Okił Khamidow | Aleksander Sobiszewski                            |
| 85   | 15   | Druga młodość                 | Babka przeżywa drugą młodość. | 01.12.2001    | Okił Khamidow | Aleksander Sobiszewski                            |
| 86   | 212  | Kantry kurde                  | Walduś postanawia zostać piosenkarzem country. Sąsiedzi i Ferdek pomagają mu w karierze.                                                  | 08.12.2001    | Okił Khamidow | Aleksander Sobiszewski                            |
| 87   | 213  | Protest szoł                  | Kiepscy i sąsiedzi protestują przeciw sytuacji w kraju. Występują w telewizji.                                                            | 15.12.2001    | Okił Khamidow | Aleksander Sobiszewski                            |
| 88   | 35   | Korzenie                      | Ferdek budzi się rano i stwierdza, że jest czarny i wszyscy wokoło też. Postanawia sprawdzić własnych przodków.                           | 22.12.2001    | Okił Khamidow | Aleksander Sobiszewski                            |
| 89   | 214  | Świat, który nie może zaginąć | Kiepscy, Paździochowie, Boczek i Edzio zostają obiektami muzealnymi.                                                                      | 29.12.2001    | Okił Khamidow | Aleksander Sobiszewski                            |
| 90   | 50   | Mistrz podróbów               | Ferdek zostaje drugim Picassem. | 05.01.2002    | Okił Khamidow | Albin Przybyłowski Michał Lewandowski             |
| 91   | 241  | Wór świętego Mikołaja         | Do mieszkania Kiepskich przybywa Święty Mikołaj. Z worka ucieka mu komuna.                                                                | 12.01.2002    | Okił Khamidow | Patrick Yoka                                      |
| 92   | 118  | Horror models                 | Ferdek wraz z synem otwierają agencję modelek.                                                                                            | 19.01.2002    | Okił Khamidow | Zdzisław Zakąska                                  |
| 93   | 59   | Polowanie na Szczura          | Poszukiwanie przestępcy o pseudonimie Szczur. Ferdek wpada na szalony pomysł.                                                             | 26.01.2002    | Okił Khamidow | Albin Przybyłowski Michał Lewandowski             |
| 94   | 58   | Polak potrafi                 | Strajk browarów i gorzelni. Ferdek, Walduś, Paździoch i Boczek starają się rozwiązać problem.                                             | 02.02.2002    | Okił Khamidow | Aleksander Sobiszewski                            |
| 95   | 119  | Wolność przez duże W          | Boczek "zamiera" na korytarzu. Sąsiedzi próbują go ocucić.                                                                                | 09.02.2002    | Okił Khamidow | Aleksander Sobiszewski Katarzyna Lewandowska      |
| 96   | 215  | Łzy Wasyla                    | Boczek chce schudnąć. Ferdek pomaga mu w tym za "niewielką opłatą".                                                                       | 16.02.2002    | Okił Khamidow | Aleksander Sobiszewski                            |
| 97   | 216  | Kara Mustafa                  | Babka wylewa Ferdkowi piwo. Odbywa karę ciężkiego więzienia w piwnicy.                                                                    | 23.02.2002    | Okił Khamidow | Aleksander Sobiszewski                            |
| 98   | 74   | W pale się nie mieści         | Ferdek pozoruje porwanie Babki, aby wyłudzić pieniądze na czynsz.                                                                         | 02.03.2002    | Okił Khamidow | Robert Lewandowski                                |
| 99   | 72   | Titanic                       | Po wstaniu z łóżka, Ferdek zauważa, że z okien kamienicy widać tylko wodę.                                                                | 10.03.2002    | Okił Khamidow | Aleksander Sobiszewski                            |
| 100  | 217  | Sto lat                       | Babka obchodzi setne urodziny. | 17.03.2002    | Okił Khamidow | Aleksander Sobiszewski                            |
| 101  | 3    | Bara bara                     | Ferdek bierze się za wychowanie Mariolki.                                                                                                 | 24.03.2002    | Okił Khamidow | Patrick Yoka                                      |
| 102  | 120  | Czarny lulek                  | Ferdek zauważa, że łysieje. Poszukuje skutecznego leku na tę przykrą dolegliwość.                                                         | 01.04.2002    | Okił Khamidow | Aleksander Sobiszewski                            |
| 103  | 36   | Kosmiczna landrynka           | Do mieszkania Kiepskich wpada meteoryt i przygniata Babkę.                                                                                | 17.04.2002    | Okił Khamidow | Aleksander Sobiszewski                            |
| 104  | 121  | Słuchacz przysięgły           | Ferdek ma dość wysłuchiwania nudnych opowieści sąsiadów i żony. Postanawia zarobić na słuchaniu ludzi.                                    | 08.05.2002    | Okił Khamidow | Aleksander Sobiszewski                            |
| 105  | 20   | Golaska                       | W mieszkaniu Kiepskich pojawia się piękna naga kobieta.                                                                                   | 10.05.2002    | Okił Khamidow | Aleksander Sobiszewski                            |
| 106  | 122  | Witamina "G"                  | Ferdek uruchamia sprzedaż witaminy "G".                                                                                                   | 17.05.2002    | Okił Khamidow | Robert Lewandowski                                |
| 107  | 123  | Tradyszyn                     | W kamienicy Kiepskich zlikwidowano publiczne, prywatne toalety.                                                                           | 22.05.2002    | Okił Khamidow | Janusz Sadza Paweł Czuma                          |
| 108  | 56   | Pięć minut                    | Ferdek robi karierę w mediach. Paździoch mu zazdrości.                                                                                    | 24.05.2002    | Okił Khamidow | Aleksander Sobiszewski                            |
| 109  | 5    | Betonowe pośladki             | Ferdek otwiera własną "Aleję Gwiazd". | 02.06.2002    | Okił Khamidow | Patrick Yoka                                      |
| 110  | 124  | Cappo di tutti Ferdi          | Ferdek ogląda w telewizji program o milionerze, który dorobił się fortuny na praniu pieniędzy. Ferdek postanawia otworzyć własną pralnię. | 09.06.2002    | Okił Khamidow | Janusz Sadza Paweł Czuma                          |

## Sezon 4 (jesień 2002)
| Nr°1 | Nr°2 | Tytuł                      | Opis odcinka | Data premiery | Reżyseria     | Scenariusz                                                      |
| ---- | ---- | -------------------------- | --- | ------------- | ------------- | --------------------------------------------------------------- |
| 111  | 125  | Flamingo                   | Ferdek kupuje hiszpańską komarzycę, która ma załagodzić jego relacje z żoną. | 01.09.2002    | Okił Khamidow | Patrick Yoka                                                    |
| 112  | 46   | Marian małpa pl            | Paździoch cofa się w ewolucji. | 02.09.2002    | Okił Khamidow | Aleksander Sobiszewski Katarzyna Lewandowska                    |
| 113  | 2    | Armagiedon                 | Mieszkańcy kamienicy dowiadują się o końcu świata. Chcą za wszelką cenę zapobiec katastrofie. | 04.09.2002    | Okił Khamidow | Aleksander Sobiszewski Katarzyna Lewandowska                    |
| 114  | 126  | Jedenastka pana Ferdynanda | Ferdek odkrywa, że w ich mieszkaniu zamieszkał Ufoludek. Zaprzyjaźniają się. | 06.09.2002    | Okił Khamidow | Robert Lewandowski Tobiasz Lewandowski (pomysł)                 |
| 115  | 127  | Rekord man                 | Ferdek chce zostać prezenterem nowego talk-show. | 08.09.2002    | Okił Khamidow | Aleksander Sobiszewski                                          |
| 116  | 128  | Nasza klasa                | Kiepski organizuje spotkanie z dawnymi kolegami z klasy. | 09.09.2002    | Okił Khamidow | Aleksander Sobiszewski Katarzyna Lewandowska                    |
| 117  | 218  | Akademia umiejętności      | Rodzina Kiepskich chce pokazać w telewizji swoje umiejętności. | 11.09.2002    | Okił Khamidow | Aleksander Sobiszewski Katarzyna Lewandowska                    |
| 118  | 25   | Interes                    | Do Kiepskich przyjeżdża daleka rodzina ze wsi. Wizyta się przedłuża, Ferdek obawia się, że zostaną na stałe.                                                                                               | 13.09.2002    | Okił Khamidow | Aleksander Sobiszewski Katarzyna Lewandowska                    |
| 119  | 45   | Marcysia maus              | W domu Kiepskich pojawia się mysz. Zaczyna się polowanie. | 15.09.2002    | Okił Khamidow | Robert Lewandowski                                              |
| 120  | 129  | Grunt to prund             | Ferdek jest zaniepokojony rosnącymi cenami prądu. Dowiaduje się, że kobieta podczas pracy wytwarza wystarczająca ilość prądu, aby zasilić całe mieszkanie. Postanawia to wykorzystać w stosunku do Haliny. | 22.09.2002    | Okił Khamidow | Patrick Yoka                                                    |
| 121  | 219  | Towariszcz komandir        | Ferdka pytają wszyscy o dzwonek. Szukając go, odkrywa na korytarzu czerwony przycisk. Okazuje się, że jego naciśnięcie uruchamia ukrytą od dawna radziecką głowicę nuklearną.                              | 29.09.2002    | Okił Khamidow | Robert Lewandowski Patrick Yoka                                 |
| 122  | 130  | Romantica                  | Ferdek i Paździoch stają się ofiarami własnych żon. Chcą się upodobnić do mężczyzn z romansów. | 06.10.2002    | Okił Khamidow | Aleksander Sobiszewski Katarzyna Lewandowska                    |
| 123  | 53   | Paździerzyca               | W Polsce grasuje Paździerzyca. Ferdek podejrzewa, że przyczyną epidemii jest Paździoch. | 13.10.2002    | Okił Khamidow | Aleksander Sobiszewski Katarzyna Lewandowska                    |
| 124  | 220  | Krwawy sport               | Ferdek i Waldek wpadają w nałóg gry hazardowej. | 20.10.2002    | Okił Khamidow | Aleksander Sobiszewski                                          |
| 125  | 131  | Genetix                    | Ferdek odnosi uszczerbek na zdrowiu po wizycie w zdezynfekowanej przez Paździocha prywatnej publicznej toalecie.                                                                                           | 27.10.2002    | Okił Khamidow | Janusz Sadza Paweł Czuma                                        |
| 126  | 54   | Pic na wodę                | Ferdek i syn dowiadują się o funduszu młodych wynalazców. Postanawiają zarobić. | 03.11.2002    | Okił Khamidow | Patrick Yoka                                                    |
| 127  | 221  | Uśmiech losu               | Kiepscy dostali milion dolarów w spadku po nieznanym im mężczyźnie. Nie wiedzą, co zrobić z taką kwotą. | 10.11.2002    | Okił Khamidow | Patrick Yoka                                                    |
| 128  | 75   | Waldek tour                | Po obejrzeniu odcinka Koziołka Matołka, Waldek postanawia wyjechać. Rodzina i sąsiedzi urządzają mu przyjęcie pożegnalne.                                                                                  | 17.11.2002    | Okił Khamidow | Aleksander Sobiszewski                                          |
| 129  | 222  | Ostatni cham               | Ferdek, Walduś, Paździoch i Boczek zostają oskarżeni o brak kultury. | 24.11.2002    | Okił Khamidow | Aleksander Sobiszewski Katarzyna Lewandowska                    |
| 130  | 132  | Ta okropna niedziela       | Niedziela. Ferdek z synem i sąsiadami nie potrafią się zdecydować, co zrobić. | 01.12.2002    | Okił Khamidow | Aleksander Sobiszewski Katarzyna Lewandowska                    |
| 131  | 223  | Wata Mariana               | Do Polski przyjeżdża amerykańska aktorka polskiego pochodzenia. Paździoch twierdzi, że zna ją osobiście.                                                                                                   | 08.12.2002    | Okił Khamidow | Patrick Yoka                                                    |
| 132  | 224  | Kocham kino                | Ferdek, Walduś i sąsiedzi są zaniepokojeni kondycją polskiego kina. Postanawiają nakręcić film, jakiego jeszcze nie było.                                                                                  | 15.12.2002    | Okił Khamidow | Aleksander Sobiszewski Katarzyna Lewandowska                    |
| 133  | 242  | Lolek                      | Trwa Boże Narodzenie. Kiepskich odwiedzają bezdomni. | 26.12.2002    | Okił Khamidow | Aleksander Sobiszewski Katarzyna Sobiszewska Robert Lewandowski |

## Sezon 5 (wiosna 2003)
| Nr°1 | Nr°2 | Tytuł                             | Opis odcinka | Data premiery | Reżyseria     | Scenariusz                                                |
| ---- | ---- | --------------------------------- | --- | ------------- | ------------- | --------------------------------------------------------- |
| 134  | 133  | Dzień, w którym zapchał się kibel | W kamienicy zapycha się toaleta. Sąsiedzi wzywają różnych fachowców, lecz żaden nie potrafi pomóc. Ferdek postanawia samemu poradzić sobie z problemem.                          | 01.03.2003    | Okił Khamidow | Aleksander Sobiszewski Katarzyna Lewandowska              |
| 135  | 134  | Szara strefa                      | Ferdek uświadamia sobie, że nigdy nie był w mieszkaniu Paździochów. Decyduje się zobaczyć, jak żyją sąsiedzi.                                                                    | 03.03.2003    | Okił Khamidow | Aleksander Sobiszewski Katarzyna Lewandowska              |
| 136  | 225  | Expo                              | Władze Wrocławia zwracają się do mieszkańców z apelem o reklamę miasta. Ferdek, Boczek i Paździoch odpowiadają na apel.                                                          | 08.03.2003    | Okił Khamidow | Aleksander Sobiszewski Katarzyna Sobiszewska              |
| 137  | 226  | Pocieszacz                        | Ferdek otwiera nowy interes – pociesza smutnych za odpowiednie kwoty. | 10.03.2003    | Okił Khamidow | Aleksander Sobiszewski Katarzyna Sobiszewska              |
| 138  | 135  | Tożsamość Mariana                 | Paździoch przechodzi załamanie nerwowe. Sąsiedzi chcą mu pomóc wyjść z depresji.                                                                                                 | 15.03.2003    | Okił Khamidow | Aleksander Sobiszewski Katarzyna Sobiszewska              |
| 139  | 227  | Sponsor                           | W obliczu niedostatku Ferdek z pomocą Edzia i jego znajomego Eskimosa postanawiają "wywołać" sponsorów.                                                                          | 17.03.2003    | Okił Khamidow | Aleksander Sobiszewski Katarzyna Sobiszewska              |
| 140  | 243  | Cios w nos                        | Sylwester. W telewizji odbywa się program "Cios w nos". Do wygrania jest wielki telewizor. Kiepscy chcą go zdobyć.                                                               | 22.03.2003    | Okił Khamidow | Aleksander Sobiszewski Katarzyna Sobiszewska              |
| 141  | 228  | ...a robić nie ma komu            | Halinka wyjeżdża do wujka Władka pozostawiając Ferdka bez pieniędzy. Kiepski musi zarobić.                                                                                       | 24.03.2003    | Okił Khamidow | Patrick Yoka                                              |
| 142  | 229  | Polaka portret własny             | Ferdek pod wpływem Haliny postanawia zmienić swój wizerunek. | 29.03.2003    | Okił Khamidow | Aleksander Sobiszewski Katarzyna Sobiszewska              |
| 143  | 230  | Przyspieszenie                    | Ferdek zauważa, że tempo życia wzrasta. Co gorsza, on nie może za nim nadążyć.                                                                                                   | 02.04.2003    | Okił Khamidow | Aleksander Sobiszewski Katarzyna Sobiszewska              |
| 144  | 231  | Jeleń Ferdynand                   | W trakcie wejścia Polski do Unii Europejskiej, wszyscy Polacy muszą przejść przez Euro Bramkę. Niestety Ferdek nie spełnia unijnych norm.                                        | 05.04.2003    | Okił Khamidow | Aleksander Sobiszewski Katarzyna Sobiszewska              |
| 145  | 136  | Ożenek                            | Mariola pragnie wyjść za mąż. Dziewczyna umieszcza ogłoszenie w internecie. W mieszkaniu Kiepskich odbywa się casting.                                                           | 12.04.2003    | Okił Khamidow | Aleksander Sobiszewski Katarzyna Sobiszewska              |
| 146  | 232  | Matrioszka                        | Paździoch zatrudnia matrioszki do szycia majtek. Wkrótce kobiety wymykają się spod jego kontroli...                                                                              | 21.04.2003    | Okił Khamidow | Aleksander Sobiszewski Katarzyna Sobiszewska              |
| 147  | 233  | Zorro                             | Do Kiepskich przybywa Zorro. Nie potrafi odnaleźć się we współczesnym świecie, nie wie komu zabierać, a komu dawać.                                                              | 26.04.2003    | Okił Khamidow | Aleksander Sobiszewski Katarzyna Sobiszewska              |
| 148  | 234  | Telejajka                         | Do Kiepskich przybywa kuzyn ze wsi, Ziemowit zwany Ziomkiem. Chłopak chce zarobić.                                                                                               | 03.05.2003    | Okił Khamidow | Aleksander Sobiszewski Katarzyna Sobiszewska              |
| 149  | 235  | Testament                         | Rano Ferdek z bratankiem Ziemowitem ogląda "Koncert życzeń". Tuż po zakończeniu programu do Kiepskich przybywa straż pożarna. Okazuje się, że miała fałszywy alarm o podpaleniu. | 10.05.2003    | Okił Khamidow | Aleksander Sobiszewski Katarzyna Sobiszewska              |
| 150  | 137  | Na dobre i niedobre               | Zaginął dr Kozłowski z serialu "Na dobre i niedobre". Żeńska część społeczeństwa jest wstrząśnięta tym faktem. Trwają poszukiwania.                                              | 17.05.2003    | Okił Khamidow | Patrick Yoka Aleksander Sobiszewski Katarzyna Sobiszewska |
| 151  | 236  | Siłaczka                          | Ferdek odkrywa, że Halina jest nadnaturalnie silna. Namawia ją na wspólny biznes. Halina początkowo się nie zgadza, ale po rozmowie z Babką zmienia decyzję.                     | 24.05.2003    | Okił Khamidow | Aleksander Sobiszewski Katarzyna Sobiszewska              |
| 152  | 237  | Firma                             | Pod naciskiem Haliny, Ferdek składa swoją ofertę w pośredniaku. Nieoczekiwanie dostaje propozycję pracy w "Firmie".                                                              | 31.05.2003    | Okił Khamidow | Katarzyna Sobiszewska Aleksander Sobiszewski Patrick Yoka |
| 153  | 238  | Inteligentni konsumenci           | Ferdek, Boczek i Paździoch stają się posiadaczami Złotej Karty Konsumenta. Ogarnia ich szał zakupów.                                                                             | 07.06.2003    | Okił Khamidow | Aleksander Sobiszewski Katarzyna Sobiszewska              |
| 154  | 138  | Kraina obfitości                  | Ferdek, Paździoch i Boczek poddają się eksperymentowi mającemu na celu zmniejszenie biedy i niedostatku w społeczeństwie.                                                        | 14.06.2003    | Okił Khamidow | Robert Lewandowski Aleksander Sobiszewski                 |

## Sezon 6 (wiosna 2004)
| Nr°1 | Nr°2 | Tytuł                      | Opis odcinka | Data premiery | Reżyseria     | Scenariusz                                                  |
| ---- | ---- | -------------------------- | --- | ------------- | ------------- | ----------------------------------------------------------- |
| 155  | 139  | Happy family               | Mariolka i Walduś wypominają rodzicom złą opiekę i brak zainteresowania. Aby załagodzić konflikt, Kiepscy podpisują umowy prawno-handlowe. | 05.03.2004    | Okił Khamidow | Aleksander Sobiszewski Katarzyna Sobiszewska                |
| 156  | 140  | G8                         | W mieszkaniu Kiepskich odbywa się zjazd przedstawicieli ośmiu najbogatszych państw świata – G8. | 12.03.2004    | Okił Khamidow | Aleksander Sobiszewski Katarzyna Sobiszewska Franciszek Loy |
| 157  | 141  | Lucyferdek                 | Rozalia Kiepska została skuszona przez diabła i trafia do piekieł. Halina żąda od Ferdka uwolnienia jej mamusi. W związku z tym Ferdek wstępuje do piekieł. | 19.03.2004    | Okił Khamidow | Tobiasz Lewandowski Robert Lewandowski                      |
| 158  | 142  | Zamianka                   | Paździoch zwierza się Ferdkowi, że nudzi go życie. Sąsiedzi zamieniają się meblami, rodzinami, mieszkaniami. Jedynie Boczek nie ma się z kim zamienić. | 26.03.2004    | Okił Khamidow | Aleksander Sobiszewski Katarzyna Sobiszewska                |
| 159  | 143  | Andropauza                 | Ferdek budzi się z przeczuciem, że nic mu się nie chce. Halinka pomaga mu odzyskać chęć życia. | 02.04.2004    | Okił Khamidow | Aleksander Sobiszewski Katarzyna Sobiszewska                |
| 160  | 144  | Zbrodnia i kara            | Ferdek i Walduś schowali pijanego Paździocha w kanapie. Nazajutrz okazuje się, że Halinka wymieniła mebel na nowy. | 16.04.2004    | Okił Khamidow | Patrick Yoka                                                |
| 161  | 145  | Balcyrewicz musi odejść... | Kiepscy i sąsiedzi narzekają na zły stan gospodarki polskiej, o który oskarżają polityka o nazwisku Balcyrewicz. Boczek, Waldek, Paździoch i Ferdek szykują manifestację.                                                                                              | 23.04.2004    | Okił Khamidow | Aleksander Sobiszewski Katarzyna Sobiszewska Patrick Yoka   |
| 162  | 146  | Krypta                     | Babka Kiepska chce wystąpić w zawodach sportowych organizowanych przez parafię. Główną nagrodą jest pochówek w krypcie dla zasłużonych parafian. | 30.04.2004    | Okił Khamidow | Aleksander Sobiszewski Katarzyna Sobiszewska                |
| 163  | 147  | Humor telewizyjny          | Znudzeni i zniesmaczeni niskim poziomem programów rozrywkowych proponowanych przez telewizję Ferdynand Kiepski wraz z sąsiadami postanawiają sami wziąć się za produkcję ambitnych seriali komediowych.                                                                | 07.05.2004    | Okił Khamidow | Aleksander Sobiszewski Katarzyna Sobiszewska Patrick Yoka   |
| 164  | 4    | Benefis                    | Marian Paździoch przechodzi na emeryturę. Paździochowa prosi Kiepskich o zorganizowanie mu benefisu. | 14.05.2004    | Okił Khamidow | Aleksander Sobiszewski Katarzyna Sobiszewska Franciszek Loy |
| 165  | 148  | Nieznośna letkość bytu     | Kiepski zmienia swój światopogląd i wkracza na ścieżkę duchowości. | 21.05.2004    | Okił Khamidow | Patrick Yoka Aleksander Sobiszewski Katarzyna Sobiszewska   |
| 166  | 149  | Energetyk                  | Świat ogarnia wielki kryzys energetyczny. Wszelkie źródła energii zostają wyczerpane. Ludzkość staje w obliczu katastrofy. Ferdynand Kiepski zupełnie przypadkowo odkrywa w sobie niewyczerpane pokłady energii. Bierze na siebie odpowiedzialną funkcję „Energetyka”. | 28.05.2004    | Okił Khamidow | Aleksander Sobiszewski Katarzyna Sobiszewska                |
| 167  | 150  | Odlot                      | Pewnego dnia na podwórko Kiepskich przyjeżdża cyrk. Niektórzy mieszkańcy są z tego zadowoleni, a inni oburzeni i niechętni. Sytuację komplikuje fakt korzystania przez cyrkowców z ich prywatnej publicznej toalety.                                                   | 04.06.2004    | Okił Khamidow | Aleksander Sobiszewski Katarzyna Sobiszewska Patrick Yoka   |
| 168  | 151  | Wniebowzięci               | Ferdek, Walduś, Paździoch i Boczek zostali uprowadzeni przez UFO. | 11.06.2004    | Okił Khamidow | Aleksander Sobiszewski Katarzyna Sobiszewska                |
| 169  | 152  | Zatruta strzała            | Wszyscy, oprócz Paździocha, a później także i Ferdka, kibicują pewnemu skoczkowi narciarskiemu. | 18.06.2004    | Okił Khamidow | Aleksander Sobiszewski Katarzyna Sobiszewska Patrick Yoka   |
| 170  | 153  | Serce Chopina              | Waldek i Boczek odkrywają wielki talent muzyczny. | 25.06.2004    | Okił Khamidow | Aleksander Sobiszewski Katarzyna Sobiszewska                |

## Sezon 7 (jesień 2004)
| Nr°1 | Nr°2 | Tytuł                                | Opis odcinka | Data premiery | Reżyseria     | Scenariusz                                                      |
| ---- | ---- | ------------------------------------ | --- | ------------- | ------------- | --------------------------------------------------------------- |
| 171  | 154  | Układ                                | Ferdek dochodzi do wniosku, że nie może żyć z Babką w jednym mieszkaniu. Postanawia sprzedać Babkę, która myśli to samo o Ferdku.             | 03.09.2004    | Okił Khamidow | Aleksander Sobiszewski Katarzyna Sobiszewska Patrick Yoka       |
| 172  | 155  | Plastuś!!!                           | Ferdka odwiedza kolega ze szkoły Faraon i mówi mu, że będzie pytany.                                                                          | 10.09.2004    | Okił Khamidow | Robert Lewandowski Aleksander Sobiszewski Katarzyna Sobiszewska |
| 173  | 156  | Kto rano wstaje temu Pan Bóg daje... | U Kiepskich na korytarzu spada manna z nieba.                                                                                                 | 17.09.2004    | Okił Khamidow | Aleksander Sobiszewski Katarzyna Sobiszewska                    |
| 174  | 22   | Grzech                               | Boczek żyje w przeświadczeniu, że ma ciężki grzech.                                                                                           | 24.09.2004    | Okił Khamidow | Aleksander Sobiszewski Patrick Yoka Katarzyna Sobiszewska       |
| 175  | 21   | Grubas                               | Ferdek zaczął coraz bardziej tyć. | 01.10.2004    | Okił Khamidow | Aleksander Sobiszewski Patrick Yoka Katarzyna Sobiszewska       |
| 176  | 44   | M jak Marian                         | Marian Paździoch chce ukryć przed żoną Heleną swój romans.                                                                                    | 08.10.2004    | Okił Khamidow | Aleksander Sobiszewski Patrick Yoka Katarzyna Sobiszewska       |
| 177  | 157  | Pogoda                               | Ferdek odkrywa w sobie dar przepowiadania pogody.                                                                                             | 15.10.2004    | Okił Khamidow | Aleksander Sobiszewski Patrick Yoka Katarzyna Sobiszewska       |
| 178  | 83   | Żeby im gul skoczył                  | Kiepscy pragną podnieść swój status społeczny w oczach sąsiadów. Paździochowie również. Rozpoczyna się ostra rywalizacja.                     | 22.10.2004    | Okił Khamidow | Aleksander Sobiszewski Patrick Yoka Katarzyna Sobiszewska       |
| 179  | 158  | Majty polskie                        | Paździoch zainwestował w kolekcję najlepszych majtek i zbankrutował, gdyż wszystko się spaliło. Ferdek postanawia więc otworzyć własną firmę. | 29.10.2004    | Okił Khamidow | Aleksander Sobiszewski Patrick Yoka Katarzyna Sobiszewska       |
| 180  | 76   | Waldemar                             | Walduś chce się czymś zająć, niestety nic mu nie wychodzi.                                                                                    | 05.11.2004    | Okił Khamidow | Aleksander Sobiszewski Patrick Yoka Katarzyna Sobiszewska       |
| 181  | 159  | Szwondel                             | U Kiepskich zjawia się oszust, który pokazuje machinę do robienia szwindli, czyli Szwondel.                                                   | 12.11.2004    | Okił Khamidow | Krzysztof Nowak                                                 |
| 182  | 6    | Biały miś                            | Kiepscy zostają uznani za rodzinę patologiczną i zaczynają dostawać paczki z jedzeniem.                                                       | 19.11.2004    | Okił Khamidow | Aleksander Sobiszewski Patrick Yoka Katarzyna Sobiszewska       |
| 183  | 244  | Pląs                                 | Boczek chce poderwać dziewczynę, więc uczy się tańczyć.                                                                                       | 26.11.2004    | Okił Khamidow | Aleksander Sobiszewski Patrick Yoka Katarzyna Sobiszewska       |
| 184  | 160  | Tyrtum pyrtum!                       | Ferdek otwiera pierwszą w Europie szkołę kulturalnego spożywania alkoholu.                                                                    | 03.12.2004    | Okił Khamidow | Aleksander Sobiszewski Patrick Yoka Katarzyna Sobiszewska       |
| 185  | 161  | Korumpcja                            | Paździoch zamierza założyć Unię Sąsiedzką na korytarzu. Kiedy organizacja się rozrasta chce ją przenieść do mieszkania Kiepskich.             | 10.12.2004    | Okił Khamidow | Aleksander Sobiszewski Patrick Yoka Katarzyna Sobiszewska       |
| 186  | 162  | Śmietnik historii                    | Paździoch zaczyna zbierać wyrzucone przez Waldka śmieci. Dziwi to Ferdka.                                                                     | 17.12.2004    | Okił Khamidow | Aleksander Sobiszewski Katarzyna Sobiszewska Patrick Yoka       |

## Sezon 8 (wiosna 2005)
| Nr°1 | Nr°2 | Tytuł                 | Opis odcinka | Data premiery | Reżyseria     | Scenariusz                                                |
| ---- | ---- | --------------------- | --- | ------------- | ------------- | --------------------------------------------------------- |
| 187  | 42   | Lunatyk               | Boczek ostatnio lunatykuje. Paździoch wykorzystuje go niewolniczo. | 04.03.2005    | Okił Khamidow | Aleksander Sobiszewski Patrick Yoka Katarzyna Sobiszewska |
| 188  | 55   | Pielgrzymka           | Babka chce iść na pielgrzymkę. Niestety łamie rękę. Ferdek i Waldek postanawiają zorganizować pielgrzymkę na korytarzu. | 11.03.2005    | Okił Khamidow | Aleksander Sobiszewski Patrick Yoka Katarzyna Sobiszewska |
| 189  | 163  | Emigranci             | Wszyscy chcą wyjechać za granicę oprócz Ferdka. | 18.03.2005    | Okił Khamidow | Aleksander Sobiszewski Patrick Yoka Katarzyna Sobiszewska |
| 190  | 38   | Krawczyk              | Ferdek z Waldkiem mówią Boczkowi, że jest podobny do Krzysztofa Krawczyka. Później Waldek zauważa to samo podobieństwo u ojca. Rozpoczyna się rywalizacja o to, kto jest do niego bardziej podobny.                                            | 26.03.2005    | Okił Khamidow | Aleksander Sobiszewski Patrick Yoka Katarzyna Sobiszewska |
| 191  | 48   | Mężowie i żony        | Ferdka denerwują długie rozmowy telefoniczne Halinki z koleżankami. Paździoch nie podziela jego zdania. | 15.04.2005    | Okił Khamidow | Aleksander Sobiszewski Patrick Yoka Katarzyna Sobiszewska |
| 192  | 164  | Plan dnia             | Halinka zarzuca Ferdkowi, że w przeciwieństwie do Paździocha jest niezorganizowany i nie ma własnego planu dnia. | 22.04.2005    | Okił Khamidow | Aleksander Sobiszewski Patrick Yoka Katarzyna Sobiszewska |
| 193  | 9    | Bogacz                | Halina podejrzewa, że Paździochowie są bogaci. Ferdek się z nią nie zgadza. | 29.04.2005    | Okił Khamidow | Aleksander Sobiszewski Patrick Yoka Katarzyna Sobiszewska |
| 194  | 63   | Ręka wisielca         | Marian twierdzi, że prześladują go złe moce. Jego wybawieniem ma być prawdziwa ręka wisielca, za którą obiecuje Ferdkowi kilka tysięcy złotych.                                                                                                | 01.05.2005    | Okił Khamidow | Aleksander Sobiszewski Patrick Yoka Katarzyna Sobiszewska |
| 195  | 165  | Galareta społeczna    | Ferdek zauważa, że Boczek nie ma własnego zdania. Razem z Paździochem postanawiają temu zaradzić. | 06.05.2005    | Okił Khamidow | Aleksander Sobiszewski Patrick Yoka Katarzyna Sobiszewska |
| 196  | 166  | Redaktor naczelny     | Ferdek dostaje propozycję objęcia urzędu Redaktora Naczelnego gazetki osiedlowej. | 13.05.2005    | Okił Khamidow | Aleksander Sobiszewski Patrick Yoka Katarzyna Sobiszewska |
| 197  | 167  | IQ                    | Ferdek ma problemy z czytaniem. Okazuje się, że wkrótce zostanie przeprowadzony Państwowy Test Inteligencji. | 20.05.2005    | Okił Khamidow | Aleksander Sobiszewski Patrick Yoka Katarzyna Sobiszewska |
| 198  | 168  | Harakiri              | Paździoch chce popełnić samobójstwo, ale tak spektakularnie, żeby mówili o tym w telewizji. Prosi Ferdka o pomoc. | 27.05.2005    | Okił Khamidow | Aleksander Sobiszewski Patrick Yoka Katarzyna Sobiszewska |
| 199  | 169  | Znieczulica społeczna | Ferdek na prośbę Paździocha wysyła go w paczce na Madagaskar. Halina zabiera Boczkowi psa Pimpusia, przeznaczonego na surówkę. Zarzuca wszystkim brak uczuć. Gdy Paździoch odnajduje się w nowym miejscu pobytu, Halina postanawia to zmienić. | 03.06.2005    | Okił Khamidow | Aleksander Sobiszewski Patrick Yoka Katarzyna Sobiszewska |
| 200  | 7    | Bo dziś Andrzeja      | Ferdek, Boczek, Paździoch i Edzio urządzają libację z dużą ilością alkoholu. Halina jest temu przeciwna, lecz z tradycją walczyć nie można. | 10.06.2005    | Okił Khamidow | Aleksander Sobiszewski Patrick Yoka Katarzyna Sobiszewska |
| 201  | 13   | Dogadzacz             | Ferdek uświadamia sobie, że nie ma na świecie rzeczy, które by go w pełni usatysfakcjonowały. | 17.06.2005    | Okił Khamidow | Aleksander Sobiszewski Patrick Yoka Katarzyna Sobiszewska |
| 202  | 16   | Edzio ośmiornica      | Edzio przynosi coraz więcej opłat, faktur i rachunków. Sąsiedzi przyznają, że listonosz ma tym lepszy humor im wyższe rachunki. | 24.06.2005    | Okił Khamidow | Aleksander Sobiszewski Patrick Yoka Katarzyna Sobiszewska |

## Sezon 9 (2006/2007)[e]
| Nr°1 | Nr°2 | Tytuł                          | Opis odcinka | Data premiery | Reżyseria     | Scenariusz                                                |
| ---- | ---- | ------------------------------ | --- | ------------- | ------------- | --------------------------------------------------------- |
| 203  | 82   | Zły Boczek                     | Ferdek i Paździoch są zdziwieni niezwykle przyjazną postawą Boczka, który np. kupuje im piwo, deklaruje pomoc. Podejrzewają oni go o złe intencje i postanawiają mu to udowodnić. | 13.09.2006    | Okił Khamidow | Aleksander Sobiszewski Patrick Yoka Katarzyna Sobiszewska |
| 204  | 73   | Trendi                         | Mariolka uświadamia Ferdkowi, że nie jest "trendi". Kiepski postanawia to zmienić.                                                                                                | 20.09.2006    | Okił Khamidow | Aleksander Sobiszewski Patrick Yoka Katarzyna Sobiszewska |
| 205  | 1    | Afera kryminalna               | Ferdek i Boczek zauważają, że Paździoch nagle zniknął. Zaczynają podejrzewać, że Paździochowa go zabiła.                                                                          | 27.09.2006    | Okił Khamidow | Aleksander Sobiszewski Patrick Yoka Katarzyna Sobiszewska |
| 206  | 174  | Grzałka                        | Paździoch przypomina Ferdkowi, że za komuny pożyczył od niego grzałkę. Ferdek stanowczo zaprzecza.                                                                                | 04.10.2006    | Okił Khamidow | Aleksander Sobiszewski Patrick Yoka Katarzyna Sobiszewska |
| 207  | 51   | Okaz zdrowia                   | Halina nalega, aby Ferdek zmienił styl życia na bardziej higieniczny. Ferdek protestuje.                                                                                          | 11.10.2006    | Okił Khamidow | Aleksander Sobiszewski Patrick Yoka Katarzyna Sobiszewska |
| 208  | 37   | Kotłowy                        | Halina załatwia Ferdkowi pracę w kotłowni. Kiepski próbuje wykręcić się od pracy.                                                                                                 | 18.10.2006    | Okił Khamidow | Aleksander Sobiszewski Patrick Yoka Katarzyna Sobiszewska |
| 209  | 39   | Kurakao – drink                | Paździoch proponuje Ferdkowi wspólną libację alkoholową. Jednak z dnia na dzień termin się zmienia.                                                                               | 25.10.2006    | Okił Khamidow | Aleksander Sobiszewski Patrick Yoka Katarzyna Sobiszewska |
| 210  | 60   | Portier                        | Na korytarzu powstaje portiernia. Najpierw stanowisko obejmuje Boczek. Sąsiedzi nie są z tego zadowoleni.                                                                         | 08.11.2006    | Okił Khamidow | Aleksander Sobiszewski Patrick Yoka Katarzyna Sobiszewska |
| 211  | 68   | Szczur lądowy                  | Paździoch buduje jacht, aby opłynąć nim cały świat. Ferdek nie wierzy, że mu się to uda.                                                                                          | 09.11.2006    | Okił Khamidow | Aleksander Sobiszewski Patrick Yoka Katarzyna Sobiszewska |
| 212  | 77   | Wizerunek                      | Na korytarzu ktoś powiesił... lustro. Mieszkańcy nie są z tego powodu zadowoleni.                                                                                                 | 15.11.2006    | Okił Khamidow | Aleksander Sobiszewski Patrick Yoka Katarzyna Sobiszewska |
| 213  | 43   | Łabudibuda                     | Paździochowa robi karierę w telewizji. Halinka jej zazdrości. | 16.11.2006    | Okił Khamidow | Aleksander Sobiszewski Patrick Yoka Katarzyna Sobiszewska |
| 214  | 18   | Ekolodzy                       | W pobliżu kamienicy Kiepskich budują... no właśnie, co? Mimo tego Ferdek i Paździoch postanawiają zaprotestować przeciwko budowie.                                                | 22.11.2006    | Okił Khamidow | Aleksander Sobiszewski Patrick Yoka Katarzyna Sobiszewska |
| 215  | 47   | Matka jest tylko jedna         | Do Paździocha przyjeżdża jego matka. Problem w tym, że Paździoch okłamał ją, mówiąc, że jest księdzem.                                                                            | 29.11.2006    | Okił Khamidow | Aleksander Sobiszewski Patrick Yoka Katarzyna Sobiszewska |
| 216  | 11   | Czarna dziura                  | Ferdek i Paździoch cierpią na bezsenność. Wybierają się na nocne spacery po dachu kamienicy.                                                                                      | 29.11.2006    | Okił Khamidow | Aleksander Sobiszewski Patrick Yoka Katarzyna Sobiszewska |
| 217  | 177  | Krytyk                         | Ferdek zostaje krytykiem sztuki. | 30.11.2006    | Okił Khamidow | Aleksander Sobiszewski Patrick Yoka Katarzyna Sobiszewska |
| 218  | 34   | Kolke mizerere                 | Sąsiedzi odkrywają, że Boczek jest nałogowym kłamcą. | 06.12.2006    | Okił Khamidow | Aleksander Sobiszewski Patrick Yoka Katarzyna Sobiszewska |
| 219  | 79   | Zaczadzony umysł               | Okazuje się, że Ferdek ma "zaczadzony umysł" z powodu palenia papierosów. | 07.12.2006    | Okił Khamidow | Aleksander Sobiszewski Patrick Yoka Katarzyna Sobiszewska |
| 220  | 69   | Szkielet fon Bibersztajna      | Podczas remontu na podwórku przed kamienicą Kiepskich znaleziono ludzki szkielet. Boczek uznaje to za zły znak.                                                                   | 13.12.2006    | Okił Khamidow | Aleksander Sobiszewski Patrick Yoka Katarzyna Sobiszewska |
| 221  | 33   | Kinematograf                   | Ferdek dowiaduje się, że jest główną postacią scenariusza filmowego, który pisze Paździoch.                                                                                       | 14.12.2006    | Okił Khamidow | Aleksander Sobiszewski Patrick Yoka Katarzyna Sobiszewska |
| 222  | 10   | Chór                           | Paździoch zakłada męski chór. Chce zarobić w USA. | 20.12.2006    | Okił Khamidow | Aleksander Sobiszewski Patrick Yoka Katarzyna Sobiszewska |
| 223  | 65   | Sandały ojca Gaudentego        | Paździoch kupuje magiczne buty Ojca Gaudentego które przynoszą szczęście. | 21.12.2006    | Okił Khamidow | Aleksander Sobiszewski Patrick Yoka Katarzyna Sobiszewska |
| 224  | 27   | Kamasuntra                     | Halinka poddaje Ferdka psychotestowi. Okazuje się, że Kiepski jest idealnym przykładem impotenta.                                                                                 | 03.01.2007    | Okił Khamidow | Aleksander Sobiszewski Patrick Yoka Katarzyna Sobiszewska |
| 225  | 12   | Demoralizator                  | Rodzina i sąsiedzi stwierdzają, że Ferdek negatywnie wpływa na otoczenie. | 04.01.2007    | Okił Khamidow | Aleksander Sobiszewski Patrick Yoka Katarzyna Sobiszewska |
| 226  | 170  | Stypa                          | Umiera wujek Stasiek ze wsi, daleki krewny Kiepskich. Jego ostatnią wolą był pogrzeb we Wrocławiu. Kiepscy z sąsiadami urządzają stypę w mieszkaniu.                              | 10.01.2007    | Okił Khamidow | Aleksander Sobiszewski Patrick Yoka Katarzyna Sobiszewska |
| 227  | 171  | Bezpieczeństwo i higiena życia | W kamienicy pojawia się przedstawiciel Państwowej Inspekcji Bezpieczeństwa i Higieny Życia.                                                                                       | 11.01.2007    | Okił Khamidow | Aleksander Sobiszewski Patrick Yoka Katarzyna Sobiszewska |
| 228  | 172  | Korzeń piastowski              | Po libacji Ferdek dochodzi do wniosku, że tylko to, co polskie jest dobre. Paździoch się z nim nie zgadza.                                                                        | 17.01.2007    | Okił Khamidow | Aleksander Sobiszewski Patrick Yoka Katarzyna Sobiszewska |
| 229  | 71   | Telewidz                       | Boczek codziennie przychodzi do Kiepskich na telewizję. Halinę i Ferdka zaczyna to denerwować.                                                                                    | 18.01.2007    | Okił Khamidow | Aleksander Sobiszewski Patrick Yoka Katarzyna Sobiszewska |
| 230  | 173  | Menda                          | Ferdek kolejny raz dochodzi do wniosku, że Paździoch to zwykła menda. | 24.01.2007    | Okił Khamidow | Aleksander Sobiszewski Patrick Yoka Katarzyna Sobiszewska |
| 231  | 175  | Remoncik                       | Halina dochodzi do wniosku, że w mieszkaniu trzeba zrobić remont. Wkrótce okazuje się, że remontu wymaga cała kamienica.                                                          | 25.01.2007    | Okił Khamidow | Aleksander Sobiszewski Patrick Yoka Katarzyna Sobiszewska |
| 232  | 176  | Drapieżnik                     | Ferdek zauważa, że Paździoch zaczyna zachowywać się jak kot. Postanawia sprawdzić przyczyny przemiany.                                                                            | 31.01.2007    | Okił Khamidow | Aleksander Sobiszewski Patrick Yoka Katarzyna Sobiszewska |
| 233  | 57   | Pływak żółtobrzeżek            | W prywatnej rozmowie wychodzi na jaw, że Boczek nigdy jeszcze nie przeżył erotycznej inicjacji. Sąsiedzi chcą temu zaradzić.                                                      | 07.02.2007    | Okił Khamidow | Aleksander Sobiszewski Patrick Yoka Katarzyna Sobiszewska |
| 234  | 178  | Zaskórniak                     | Ferdek dostaje tajemniczą paczkę z Ameryki, za którą musi zapłacić. Chce wyciągnąć od Babki gotówkę, której pozbawiła go żona.                                                    | 08.02.2007    | Okił Khamidow | Aleksander Sobiszewski Patrick Yoka Katarzyna Sobiszewska |
| 235  | 62   | Rachunek sumienia              | Wszyscy mieszkańcy kamienicy chcą zrobić rachunek sumienia. Jedynie Ferdek nie ma sobie nic do zarzucenia.                                                                        | 14.02.2007    | Okił Khamidow | Aleksander Sobiszewski Patrick Yoka Katarzyna Sobiszewska |
| 236  | 179  | Smak życia                     | Ferdek zauważa, że piwo przestało mu smakować, podobnie jak jego wszystkie ulubione potrawy. Załamany oznajmia, że stracił "smak życia".                                          | 15.02.2007    | Okił Khamidow | Aleksander Sobiszewski Patrick Yoka Katarzyna Sobiszewska |
| 237  | 180  | Tadarassa, tadarassa           | Paździochowa chce przeprowadzić się na wieś. Przerażony Paździoch prosi Ferdka o lekcje na temat życia na wsi.                                                                    | 21.02.2007    | Okił Khamidow | Aleksander Sobiszewski Patrick Yoka Katarzyna Sobiszewska |
| 238  | 40   | Lista Mariana                  | Paździoch rozpowiada, że Boczek donosił za komuny. Wkrótce okazuje się, że donosicieli było znacznie więcej.                                                                      | 22.02.2007    | Okił Khamidow | Aleksander Sobiszewski Patrick Yoka Katarzyna Sobiszewska |
| 239  | 181  | Grunt to rodzinka              | Paździochowie chcą "pożyczyć" Mariolkę, aby wziąć udział w programie "Grunt to rodzinka".                                                                                         | 28.02.2007    | Okił Khamidow | Aleksander Sobiszewski Patrick Yoka Katarzyna Sobiszewska |
| 240  | 24   | Hobby                          | Okazuje się, że wszyscy mieszkańcy kamienicy mają jakieś hobby. Wyjątkiem jest Ferdek.                                                                                            | 07.03.2007    | Okił Khamidow | Aleksander Sobiszewski Patrick Yoka Katarzyna Sobiszewska |
| 241  | 19   | Fryzjer                        | Ferdek otwiera zakład fryzjerski. Strzyże tanio i nowocześnie. Paździoch robi mu konkurencję.                                                                                     | 07.03.2007    | Okił Khamidow | Aleksander Sobiszewski Patrick Yoka Katarzyna Sobiszewska |
| 242  | 78   | Wszystko dla ciebie            | Halina narzeka, że Ferdek od lat nie dał jej żadnego dowodu swojej miłości. | 14.03.2007    | Okił Khamidow | Aleksander Sobiszewski Patrick Yoka Katarzyna Sobiszewska |
| 243  | 8    | Boczny tor                     | Ferdek zauważa, że jest spychany na "boczny tor". Postanawia zwrócić na siebie uwagę.                                                                                             | 14.03.2007    | Okił Khamidow | Aleksander Sobiszewski Patrick Yoka Katarzyna Sobiszewska |
| 244  | 26   | Jak ten czas leci              | Rodzina i sąsiedzi próbują uświadomić Ferdkowi, że zmarnował życie siedząc na fotelu przed telewizorem. Później Boczek i Paździoch otwierają Kebab Bar.                           | 21.03.2007    | Okił Khamidow | Aleksander Sobiszewski Patrick Yoka Katarzyna Sobiszewska |

## Sezon 10 (wiosna 2007)
| Nr  | Tytuł               | Opis odcinka | Data premiery | Reżyseria     | Scenariusz                                                |
| --- | ------------------- | --- | ------------- | ------------- | --------------------------------------------------------- |
| 245 | Wesołych świąt!     | Ferdek i Paździoch próbują przedłużyć święta Bożego Narodzenia. | 21.03.2007    | Okił Khamidow | Aleksander Sobiszewski Patrick Yoka Katarzyna Sobiszewska |
| 246 | Zakazane piosenki   | Paździoch oświadcza, że widział Ferdka w stanie nietrzeźwym śpiewającego nieodpowiednią piosenkę o prezydencie Polski. | 28.03.2007    | Okił Khamidow | Aleksander Sobiszewski Patrick Yoka Katarzyna Sobiszewska |
| 247 | Niszczyciel         | Boczek niszczy model samolotu Paździocha, czym naraża go na uszczerbek na zdrowiu. | 28.03.2007    | Okił Khamidow | Aleksander Sobiszewski Patrick Yoka Katarzyna Sobiszewska |
| 248 | Ogór                | Ferdkowi zachciewa się ogórka kiszonego. Okazuje się, że w domu są tylko korniszony. Po swoich opowieściach o ogórkach, Ferdek, Boczek i Paździoch postanawiają sami je sobie ukisić.                                                                                    | 04.04.2007    | Okił Khamidow | Aleksander Sobiszewski Patrick Yoka Katarzyna Sobiszewska |
| 249 | Bob                 | Boczek zmienił nazwisko na Bob Marley. Wszystkim się to podoba oprócz Ferdka. | 04.04.2007    | Okił Khamidow | Aleksander Sobiszewski Patrick Yoka Katarzyna Sobiszewska |
| 250 | Ciucholand          | Paździoch otwiera na korytarzu sklep z odzieżą używaną. | 11.04.2007    | Okił Khamidow | Aleksander Sobiszewski Patrick Yoka Katarzyna Sobiszewska |
| 251 | Skok                | Paździoch i Ferdek postanawiają obrabować bank. | 11.04.2007    | Okił Khamidow | Aleksander Sobiszewski Patrick Yoka Katarzyna Sobiszewska |
| 252 | Radny               | Paździoch kandyduje na radnego do Samorządu. Wszyscy na niego głosują. Jedynie Ferdek go nie popiera. | 18.04.2007    | Okił Khamidow | Aleksander Sobiszewski Patrick Yoka Katarzyna Sobiszewska |
| 253 | Salomon Baba        | Halina uświadamia sobie, że w ich życiu małżeńskim nic się nie dzieje. Postanawia coś zmienić. | 18.04.2007    | Okił Khamidow | Aleksander Sobiszewski Patrick Yoka Katarzyna Sobiszewska |
| 254 | Bazar               | Paździoch przechodzi załamanie nerwowe. Ferdek musi zająć się jego pracą na bazarze. Halina niepokoi się gdy jej mąż powtarza przez sen słowo Tereska. | 25.04.2007    | Okił Khamidow | Aleksander Sobiszewski Patrick Yoka Katarzyna Sobiszewska |
| 255 | Cząstki elementarne | Paździoch szuka matematycznej reguły, która określa reguły rządzące wszechświatem. | 25.04.2007    | Okił Khamidow | Aleksander Sobiszewski Patrick Yoka Katarzyna Sobiszewska |
| 256 | Marsz               | Po kolejnej kłótni z Haliną, Ferdek wychodzi z mieszkania i obiecuje, że nie wróci. Co gorsza, słowa dotrzymuje. | 02.05.2007    | Okił Khamidow | Aleksander Sobiszewski Patrick Yoka Katarzyna Sobiszewska |
| 257 | Puste butle         | Paździoch odkrywa w piwnicy szafę z pustymi butelkami. Okazuje się, że należą one do Ferdka. | 02.05.2007    | Okił Khamidow | Aleksander Sobiszewski Patrick Yoka Katarzyna Sobiszewska |
| 258 | Kicha kręcona       | Boczek prosi o przechowanie swojego jedzenia w lodówce Kiepskich. Ferdek zjada kilogram jego kichy kręconej, Boczek podaje go z tego powodu do sądu. | 09.05.2007    | Okił Khamidow | Aleksander Sobiszewski Patrick Yoka Katarzyna Sobiszewska |
| 259 | Z odzysku           | Listonosz Edzio zostaje niespodziewanie zwolniony z pracy na Poczcie. Nie załamuje się, lecz postanawia od tej chwili zarabiać na życie zbieraniem starzyzny. Na dobry początek Ferdynand Kiepski odsprzedaje mu po okazyjnej cenie kółka od swojego starego saturatora. | 09.05.2007    | Okił Khamidow | Aleksander Sobiszewski Patrick Yoka Katarzyna Sobiszewska |
| 260 | Podróżnik           | Po dwudziestu latach pracy Boczek planuje wyjazd na urlop do egzotycznego kraju. Ferdek informuje go o niebezpieczeństwach. | 16.05.2007    | Okił Khamidow | Aleksander Sobiszewski Patrick Yoka Katarzyna Sobiszewska |
| 261 | Dom kultury         | Ferdek dostaje propozycję objęcia kierownictwa nad Osiedlowym Domem Kultury. | 16.05.2007    | Okił Khamidow | Aleksander Sobiszewski Patrick Yoka Katarzyna Sobiszewska |
| 262 | Żyć kolorowo        | Ferdek dochodzi do wniosku, że jego życie jest szare i nudne. Postanawia to zmienić. | 23.05.2007    | Okił Khamidow | Janusz Sadza                                              |
| 263 | Inwestor            | Paździoch inwestuje w produkcję jedwabiu. | 23.05.2007    | Okił Khamidow | Aleksander Sobiszewski Patrick Yoka Katarzyna Sobiszewska |
| 264 | Zerwane więzi       | Boczek chwali się Ferdkowi wrażeniami z rodzinnego zjazdu. Pod wpływem tego, Ferdek chce odnowić więzi z całą swoją dalszą rodziną. | 30.05.2007    | Okił Khamidow | Aleksander Sobiszewski Patrick Yoka Katarzyna Sobiszewska |
| 265 | Impreza             | Mariolka chce urządzić w mieszkaniu całonocną imprezę, na której czas Ferdek i Halinka mają pojechać na wieś. Ferdek stanowczo protestuje. | 30.05.2007    | Okił Khamidow | Aleksander Sobiszewski Patrick Yoka Katarzyna Sobiszewska |

## Sezon 11 (jesień 2007)
| Nr  | Tytuł                       | Opis odcinka | Data premiery | Reżyseria     | Scenariusz                                                |
| --- | --------------------------- | --- | ------------- | ------------- | --------------------------------------------------------- |
| 266 | Ferdynand K.                | Ferdek jest oskarżony o... no właśnie, o co? A proces już niedługo... Odcinek oparty na motywach Procesu Kafki. | 03.10.2007    | Okił Khamidow | Robert Lewandowski                                        |
| 267 | Uśmiech zębiczny            | Ferdek traci dwa górne kły. Halina nalega, aby poszedł do dentysty. | 10.10.2007    | Okił Khamidow | Aleksander Sobiszewski Patrick Yoka Katarzyna Sobiszewska |
| 268 | Redaktorka                  | Mariolka dostaje pracę w gazecie dla panów. Początkowo Ferdek jest zachwycony, lecz zmienia zdanie, gdy dowiaduje się na czym praca ma polegać. | 17.10.2007    | Okił Khamidow | Aleksander Sobiszewski Patrick Yoka Katarzyna Sobiszewska |
| 269 | Szczupak                    | Boczek wybiera się na grzybobranie. Paździoch oświadcza, że to nie jest zajęcie dla mężczyzny i zaprasza Ferdka na wędkowanie. | 24.10.2007    | Okił Khamidow | Aleksander Sobiszewski Patrick Yoka Katarzyna Sobiszewska |
| 270 | Kocham biurokrację          | W związku ze spadkiem bezrobocia w Polsce, Ferdek zostaje zasypany ofertami pracy. | 31.10.2007    | Okił Khamidow | Okił Khamidow Robert Lewandowski                          |
| 271 | Flaszka niedopitka          | Arnold Boczek w tajemniczych okolicznościach wchodzi w posiadanie legendarnej "flaszki niedopitki". | 07.11.2007    | Okił Khamidow | Aleksander Sobiszewski Patrick Yoka Katarzyna Sobiszewska |
| 272 | Lądek Zdrój                 | Arnold Boczek zalewa mieszkanie Paździochów podczas ich nieobecności. Gdy przyjeżdżają oni, w ogóle nie przejmują się tym zajściem, lecz zaczynają głosić zalety pobytu w Lądku Zdroju, z którego właśnie wrócili.                                              | 14.11.2007    | Okił Khamidow | Aleksander Sobiszewski Patrick Yoka Katarzyna Sobiszewska |
| 273 | Papierowy motyl             | Marian proponuje Ferdkowi założyć firmę. Pracownikiem ich przedsiębiorstwa chce zostać Boczek. | 21.11.2007    | Okił Khamidow | Aleksander Sobiszewski Patrick Yoka Katarzyna Sobiszewska |
| 274 | Złota rączka                | Ferdek wykazuje się wielkim sprytem w wielu trudnych sytuacjach. Zyskuje miano majsterkowicza. Tymczasem Paździoch odziedzicza po babce tajemniczy sprzęt. Oferuje Kiepskiemu zapłatę za naprawę spadku.                                                        | 28.11.2007    | Okił Khamidow | Aleksander Sobiszewski Patrick Yoka Katarzyna Sobiszewska |
| 275 | Wezyr                       | Marian Paździoch jest wykorzystywany finansowo przez żonę. Jego losem interesują się sąsiedzi. | 05.12.2007    | Okił Khamidow | Aleksander Sobiszewski Patrick Yoka Katarzyna Sobiszewska |
| 276 | Euro                        | W miejscu kamienicy przy Ćwiartki 3 ma powstać stadion na Euro 2012. | 12.12.2007    | Okił Khamidow | Aleksander Sobiszewski Patrick Yoka Katarzyna Sobiszewska |
| 277 | Koniec świata męskiego bata | Lokatorzy kamienicy przy ulicy Ćwiartki stwierdzają, że są ofiarami żeńskiego szowinizmu. | 19.12.2007    | Okił Khamidow | Aleksander Sobiszewski Patrick Yoka Katarzyna Sobiszewska |
| 278 | Sylwester bez granic        | Halinka, zła na męża, że ten nie organizuje żadnej imprezy sylwestrowej i na Mariolkę, która chce się zabawić w Londynie, sama zamierza wyjechać z koleżanką do Krynicy. Ferdek w rewanżu postanawia zrobić balangę i zaprosić na nią dawnych kolegów z wojska. | 31.12.2007    | Okił Khamidow | Aleksander Sobiszewski Patrick Yoka Katarzyna Sobiszewska |

## Sezon 12 (wiosna 2008)
| Nr  | Tytuł              | Opis odcinka | Data premiery | Reżyseria     | Scenariusz                                                |
| --- | ------------------ | --- | ------------- | ------------- | --------------------------------------------------------- |
| 279 | Niezastraszeni     | Kiepski, Boczek i Paździoch wpadają w szpony hazardu. Zakładają się między sobą o różne rzeczy.                                        | 05.03.2008    | Okił Khamidow | Aleksander Sobiszewski Patrick Yoka Katarzyna Sobiszewska |
| 280 | Wrota piekieł      | Sąsiedzi zastanawiają się nad faktem, dlaczego Boczek korzysta z ich toalety.                                                          | 12.03.2008    | Okił Khamidow | Aleksander Sobiszewski Patrick Yoka Katarzyna Sobiszewska |
| 281 | Pułapka na myszy   | Ferdek zostaje okradziony przez Ministra Wszystkich Finansów.                                                                          | 19.03.2008    | Okił Khamidow | Okił Khamidow Marcin Konik                                |
| 282 | Mamut              | Ferdek po raz kolejny musi znaleźć pracę, gdyż w innym wypadku straci dach nad głową.                                                  | 26.03.2008    | Okił Khamidow | Aleksander Sobiszewski Patrick Yoka Katarzyna Sobiszewska |
| 283 | Azazel Pazuzu      | Paździocha opętuje zły duch – Azazel Pazuzu.                                                                                           | 02.04.2008    | Patrick Yoka  | Aleksander Sobiszewski Patrick Yoka Katarzyna Sobiszewska |
| 284 | Podlaska           | Do pustostanu na korytarzu w kamienicy Kiepskich, na drugim piętrze, sprowadza się nowa sąsiadka pani Barbara Podlaska-Dżekson.        | 09.04.2008    | Patrick Yoka  | Aleksander Sobiszewski Patrick Yoka Katarzyna Sobiszewska |
| 285 | Ładne pieniążki    | Ferdkowi zostaje zamknięty tzw. "kredyt na zeszyt".                                                                                    | 16.04.2008    | Patrick Yoka  | Aleksander Sobiszewski Patrick Yoka Katarzyna Sobiszewska |
| 286 | Nocne brąchanie    | Halina chce poznać prawdę o Ferdku. Między innymi interesuje ją to, dlaczego od bardzo dawna ma wąsy.                                  | 23.04.2008    | Patrick Yoka  | Aleksander Sobiszewski Patrick Yoka Katarzyna Sobiszewska |
| 287 | Mięso              | Zbliżają się srebrne gody państwa Paździochów. Postanawiają urządzić przyjęcie. Gwoździem imprezy ma być mięso z wielkiego "świniaka". | 30.04.2008    | Patrick Yoka  | Aleksander Sobiszewski Patrick Yoka Katarzyna Sobiszewska |
| 288 | Buty z Kalkuty     | Boczek chce podarować Kiepskiemu buty, ten jednak nie chce przyjąć prezentu.                                                           | 07.05.2008    | Patrick Yoka  | Aleksander Sobiszewski Patrick Yoka Katarzyna Sobiszewska |
| 289 | Naczynia połączone | Ferdek i Paździoch działają niczym naczynia połączone.                                                                                 | 14.05.2008    | Patrick Yoka  | Aleksander Sobiszewski Patrick Yoka Katarzyna Sobiszewska |
| 290 | Sztuka latania     | Paździoch zdradza Fredkowi, że jego marzeniem jest latanie. W związku z tym zostaje gołębiarzem.                                       | 21.05.2008    | Patrick Yoka  | Aleksander Sobiszewski Patrick Yoka Katarzyna Sobiszewska |
| 291 | Sonata jesienna    | Po wielu latach pracy Halinka idzie na zaległy urlop. Ferdkowi nie podoba się ciągła obecność żony w domu.                             | 28.05.2008    | Patrick Yoka  | Aleksander Sobiszewski Patrick Yoka Katarzyna Sobiszewska |
| 292 | Niedziela wyborcza | Tego dnia mają odbyć się wybory. Ferdek nie może na nie pójść, ponieważ nie może dostać się do toalety.                                | 04.06.2008    | Patrick Yoka  | Aleksander Sobiszewski Patrick Yoka Katarzyna Sobiszewska |

## Sezon 13 (jesień 2008)
| Nr  | Tytuł                      | Opis odcinka | Data premiery | Reżyseria    | Scenariusz                                                |
| --- | -------------------------- | --- | ------------- | ------------ | --------------------------------------------------------- |
| 293 | Masakra                    | Paździoch daje Ferdkowi kasetę z horrorem, ale ostrzega go, że film zawiera klątwę. Po obejrzeniu filmu klątwa się uaktywnia. Ferdka zaczyna nachodzić zjawa.                              | 01.10.2008    | Patrick Yoka | Aleksander Sobiszewski Patrick Yoka Katarzyna Sobiszewska |
| 294 | Pejzaż powyborczy          | Wychodzi na jaw, że każdy z mieszkańców kamienicy popiera inną opcję polityczną. | 08.10.2008    | Patrick Yoka | Aleksander Sobiszewski Patrick Yoka Katarzyna Sobiszewska |
| 295 | Twardy głaz                | Boczek wynajmuje mieszkanie, a sam przeprowadza się na korytarz. Nie wszystkim to odpowiada.                                                                                               | 15.10.2008    | Patrick Yoka | Aleksander Sobiszewski Patrick Yoka Katarzyna Sobiszewska |
| 296 | Zacięta płyta              | Cały dzień, wszystkie życiowe problemy ciągle nawiązują do kapania, przekręcania lub do niedokręcania kranu, co bardzo wszystkich denerwuje...                                             | 22.10.2008    | Patrick Yoka | Aleksander Sobiszewski Patrick Yoka Katarzyna Sobiszewska |
| 297 | Salon masażu towarzyskiego | Paździoch zakłada w swoim domu Salon Masażu Towarzyskiego, ale warto podkreślić, że nie ma to nic wspólnego z masażem...                                                                   | 29.10.2008    | Patrick Yoka | Aleksander Sobiszewski Patrick Yoka Katarzyna Sobiszewska |
| 298 | Oda do młodości            | W trakcie jednej z bardziej refleksyjnych libacji alkoholowych Ferdek i Paździoch dochodzą do wniosku, że choć mają już swoje lata, to wciąż czują się bardzo młodo.                       | 05.11.2008    | Patrick Yoka | Aleksander Sobiszewski Patrick Yoka Katarzyna Sobiszewska |
| 299 | Bolak                      | Boczek cierpi z powodu bolesnego odcisku na stopie. Ferdek zaczyna go leczyć domowymi sposobami.                                                                                           | 12.11.2008    | Patrick Yoka | Aleksander Sobiszewski Patrick Yoka Katarzyna Sobiszewska |
| 300 | Barek                      | Ferdek postanawia zbudować elegancki barek na alkohole. | 19.11.2008    | Patrick Yoka | Aleksander Sobiszewski Patrick Yoka Katarzyna Sobiszewska |
| 301 | Tatuaż                     | Ferdek dowiaduje się, iż Paździoch jest przewodniczącym Osiedlowego Klubu Golasów. | 26.11.2008    | Patrick Yoka | Aleksander Sobiszewski Patrick Yoka Katarzyna Sobiszewska |
| 302 | Medalik                    | Ferdek nie ma pieniędzy. Boczek podsuwa mu pomysł zastawienia czegoś w lombardzie. Problem w tym, że jedyna cenna rzecz, jaką Kiepski posiada, to jego medalik z czasów Pierwszej Komunii. | 03.12.2008    | Patrick Yoka | Aleksander Sobiszewski Patrick Yoka Katarzyna Sobiszewska |
| 303 | Chichot                    | Boczek ze wszystkiego się śmieje - ma bardzo dobry humor. Paździochowi i Kiepskiemu nie podoba się to.                                                                                     | 10.12.2008    | Patrick Yoka | Aleksander Sobiszewski Patrick Yoka Katarzyna Sobiszewska |
| 304 | Piwniczka                  | Marian gromadzi na korytarzu materiały budowlane, co nie podoba się Ferdkowi. Kiepski stara się dowiedzieć, co Paździoch ma zamiar budować.                                                | 10.12.2008    | Patrick Yoka | Aleksander Sobiszewski Patrick Yoka Katarzyna Sobiszewska |
| 305 | Krótki dzień pracy         | Ferdek, po wielu latach bezrobocia wraz z Boczkiem zatrudnia się w firmie Kablociąg, co całkowicie zmienia ich życie.                                                                      | 17.12.2008    | Patrick Yoka | Aleksander Sobiszewski Patrick Yoka Katarzyna Sobiszewska |
| 306 | Morfeusz                   | Wskutek fatalnej pomyłki Kiepski i Boczek nie docierają na pogrzeb Malinowskiej. Jej syn, Stasio, postanawia nie sprzedawać im więcej alkoholu na zeszyt.                                  | 17.12.2008    | Patrick Yoka | Aleksander Sobiszewski Patrick Yoka Katarzyna Sobiszewska |
| 307 | UFO                        | Marian Paździoch twierdzi, że wszedł w bezpośredni kontakt z obcą cywilizacją. | 31.12.2008    | Patrick Yoka | Aleksander Sobiszewski Patrick Yoka Katarzyna Sobiszewska |

## Sezon 14 (jesień 2009)
| Nr  | Tytuł              | Opis odcinka | Data premiery | Reżyseria    | Scenariusz                                                |
| --- | ------------------ | --- | ------------- | ------------ | --------------------------------------------------------- |
| 308 | Bilans kwartalny   | Ferdek zdaje sobie sprawę z tego iż jest ciężarem dla Haliny i postanawia na zawsze rzucić alkohol, jednak ona mu nie wierzy.                                                 | 02.09.2009    | Patrick Yoka | Aleksander Sobiszewski Patrick Yoka Katarzyna Sobiszewska |
| 309 | Babski wieczór     | Halina organizuje w mieszkaniu babski wieczór. | 09.09.2009    | Patrick Yoka | Aleksander Sobiszewski Patrick Yoka Katarzyna Sobiszewska |
| 310 | Kapeć              | Ferdek gubi swojego kapcia. | 16.09.2009    | Patrick Yoka | Aleksander Sobiszewski Patrick Yoka Katarzyna Sobiszewska |
| 311 | Kochaj albo tańcz  | Ferdek zmuszony jest towarzyszyć żonie podczas lekcji tańca. | 23.09.2009    | Patrick Yoka | Aleksander Sobiszewski Patrick Yoka Katarzyna Sobiszewska |
| 312 | Niestabilność      | Wszystko wokół Ferdka staje się niestabilne. | 07.10.2009    | Patrick Yoka | Aleksander Sobiszewski Patrick Yoka Katarzyna Sobiszewska |
| 313 | Kalendarz          | Sąsiadów kamienicy opętuje kalendarzomania. Ferdek postanawia stworzyć własny kalendarz.                                                                                      | 14.10.2009    | Patrick Yoka | Aleksander Sobiszewski Patrick Yoka Katarzyna Sobiszewska |
| 314 | Skok w bok         | Ferdek z Paździochem jadą na dziewczyny. | 21.10.2009    | Patrick Yoka | Aleksander Sobiszewski Patrick Yoka Katarzyna Sobiszewska |
| 315 | Dance macabre      | Sąsiedzi kamienicy dochodzą do wniosku że prezes spółdzielni mieszkaniowej to zwykła świnia.                                                                                  | 04.11.2009    | Patrick Yoka | Aleksander Sobiszewski Patrick Yoka Katarzyna Sobiszewska |
| 316 | Skowyt             | Ferdek trafia do średniowiecza, w którym Boczek chce ożenić się z Mariolą. | 28.10.2009    | Patrick Yoka | Aleksander Sobiszewski Patrick Yoka Katarzyna Sobiszewska |
| 317 | Nienagrodzony      | Ferdek dowiaduje się, że jego dawny kolega z klasy został nagrodzony. Wpada w frustrację. Rodzina postanawia zainscenizować Kiepskiemu wręczenie prestiżowej nagrody.         | 18.11.2009    | Patrick Yoka | Aleksander Sobiszewski Patrick Yoka Katarzyna Sobiszewska |
| 318 | Syn Nilu           | Halina dowiaduje się, że na Ferdka spadła klątwa bezrobocia, która została rzucona w starożytnym Egipcie.                                                                     | 25.11.2009    | Patrick Yoka | Aleksander Sobiszewski Patrick Yoka Katarzyna Sobiszewska |
| 319 | Wszechobecny       | Ferdek i Paździoch zaniepokojeni "wszechobecnością" Arnolda Boczka, postanawiają sprawdzić, kim on tak na prawdę jest i dlaczego, gdzie nie pójdą, trafiają właśnie na niego. | 02.12.2009    | Patrick Yoka | Aleksander Sobiszewski Patrick Yoka Katarzyna Sobiszewska |
| 320 | Konflikt pokoleń   | Zaniepokojony wieczornymi wypadami Marioli Ferdek postanawia zbadać, jak jego córka spędza wolny czas.                                                                        | 09.12.2009    | Patrick Yoka | Aleksander Sobiszewski Patrick Yoka Katarzyna Sobiszewska |
| 321 | Opowieść wigilijna | Ferdek ma dostarczyć karpia dla rodziny na wigilię. | 16.12.2009    | Patrick Yoka | Aleksander Sobiszewski Patrick Yoka Katarzyna Sobiszewska |
| 322 | Sylwester narodów  | Ferdek ma zaszczyt stworzenia międzynarodowego sylwestra opłacanego przez państwo.                                                                                            | 30.12.2009    | Patrick Yoka | Aleksander Sobiszewski Patrick Yoka Katarzyna Sobiszewska |

## Sezon 15 (wiosna 2010)
| Nr  | Tytuł                      | Opis odcinka | Data premiery | Reżyseria    | Scenariusz                                                |
| --- | -------------------------- | --- | ------------- | ------------ | --------------------------------------------------------- |
| 323 | Urodziny                   | Ferdek obchodzi swoje 60. urodziny. | 03.03.2010    | Patrick Yoka | Aleksander Sobiszewski Patrick Yoka Katarzyna Sobiszewska |
| 324 | Wspólnota                  | Pewnego dnia Ferdynand Kiepski dowiaduje się od prezesa spółdzielni mieszkaniowej, że można uzyskać fundusze z Unii Europejskiej na remont kamienicy. Każdy z sąsiadów ma na tę sprawę inny pogląd.  | 10.03.2010    | Patrick Yoka | Aleksander Sobiszewski Patrick Yoka Katarzyna Sobiszewska |
| 325 | Andromeda                  | Marian Paździoch ma nowe hobby - obserwuje przez teleskop gwiezdne konstelacje. Pewnej nocy zaczyna poglądać sąsiadkę z naprzeciwka...                                                               | 17.03.2010    | Patrick Yoka | Aleksander Sobiszewski Patrick Yoka Katarzyna Sobiszewska |
| 326 | Tamten świat               | Pewnej nocy Ferdynand Kiepski odbiera telefon od wujka Władka, który od kilku miesięcy nie żyje. Wujek zaczyna kategorycznie domagać się wódki, którą Ferdek obiecał postawić mu jeszcze za życia... | 24.03.2010    | Patrick Yoka | Aleksander Sobiszewski Patrick Yoka Katarzyna Sobiszewska |
| 327 | Zając Wielkanocny          | Ferdek postanawia zbadać, czego symbolem jest zając wielkanocny. | 31.03.2010    | Patrick Yoka | Aleksander Sobiszewski Patrick Yoka Katarzyna Sobiszewska |
| 328 | Dwa tysiące dwanaście      | Marian Paździoch po obejrzeniu filmu katastroficznego "2012" popada w paranoję lękową na tle zbliżającego się końca świata. Wieszczy nadchodzący kataklizm.                                          | 07.04.2010    | Patrick Yoka | Aleksander Sobiszewski Patrick Yoka Katarzyna Sobiszewska |
| 329 | Dla dorosłych              | Halina wyjeżdża na dwa tygodnie do sanatorium. Podczas jej nieobecności do Ferdka przychodzi Paździoch, który namawia go, aby wynajął swoje mieszkanie w charakterze planu filmowego.                | 21.04.2010    | Patrick Yoka | Aleksander Sobiszewski Patrick Yoka Katarzyna Sobiszewska |
| 330 | Biedny kraj bogatych ludzi | Boczek zwierza się Ferdkowi, że znalazł złoty zegarek Paździocha. Wspólnie zastanawiają się czy mogą zatrzymać wartościowy przedmiot dla siebie, czy też wypadałoby jednak oddać zgubę.              | 28.04.2010    | Patrick Yoka | Aleksander Sobiszewski Patrick Yoka Katarzyna Sobiszewska |
| 331 | Cały ten jazz              | Ferdek i Boczek znajdują w piwnicy stary saksofon. Okazuje się, że jest on własnością Paździocha. Sąsiedzi zakładają zespół jazzowy.                                                                 | 05.05.2010    | Patrick Yoka | Aleksander Sobiszewski Patrick Yoka Katarzyna Sobiszewska |
| 332 | Eldorado                   | Pewnego dnia Arnold Boczek postanawia włamać się do pustostanu znajdującego się na korytarzu kamienicy. Okazuje się, że w lokalu znajduje się kolekcja starych win.                                  | 12.05.2010    | Patrick Yoka | Aleksander Sobiszewski Patrick Yoka Katarzyna Sobiszewska |
| 333 | Łonderpoland               | Marian Paździoch konstruuje społeczeństwo idealne. | 19.05.2010    | Patrick Yoka | Aleksander Sobiszewski Patrick Yoka Katarzyna Sobiszewska |
| 334 | Wielkij Konstruktjor       | Ferdek zyskuje na osiedlu miano wielkiego konstruktora. | 26.05.2010    | Patrick Yoka | Aleksander Sobiszewski Patrick Yoka Katarzyna Sobiszewska |
| 335 | Pan Gałganek               | Marian Paździoch cierpi na rozdwojenie jaźni. Mieszkańcy próbują mu pomóc. | 02.06.2010    | Patrick Yoka | Aleksander Sobiszewski Patrick Yoka Katarzyna Sobiszewska |
| 336 | Ósme dziecko stróża        | Ferdek wstydzi się znajomości z osiedlowym pijakiem Badurą, któremu pod wpływem alkoholu obiecał bycie chrzestnym jego dziecka.                                                                      | 09.06.2010    | Patrick Yoka | Aleksander Sobiszewski Patrick Yoka Katarzyna Sobiszewska |
| 337 | Przeterminowani            | Mieszkańcy kamienicy zatruwają się przeterminowanym mięsem, przez które... zielenieją. | 16.06.2010    | Patrick Yoka | Aleksander Sobiszewski Patrick Yoka Katarzyna Sobiszewska |

## Sezon 16 (jesień 2010)
| Nr  | Tytuł                                      | Opis odcinka | Data premiery | Reżyseria    | Scenariusz                                                |
| --- | ------------------------------------------ | --- | ------------- | ------------ | --------------------------------------------------------- |
| 338 | Telewizja marzeń                           | Ferdynand Kiepski naprawia stary telewizor Mariana Paździocha. W pewnym momencie w tajemniczy sposób przenosi się do jednego z programów telewizyjnych.                               | 08.09.2010    | Patrick Yoka | Aleksander Sobiszewski Patrick Yoka Katarzyna Sobiszewska |
| 339 | Nie chcem, ale muszem                      | Ferdek obiecuje zaprzestać picia alkoholu pod warunkiem, że Halina przestanie podjadać.                                                                                               | 15.09.2010    | Patrick Yoka | Aleksander Sobiszewski Patrick Yoka Katarzyna Sobiszewska |
| 340 | Jesień średniowiecza                       | Marian Paździoch konstruuje wehikuł czasu. | 22.09.2010    | Patrick Yoka | Aleksander Sobiszewski Patrick Yoka Katarzyna Sobiszewska |
| 341 | Czosnkowy Dziad                            | Halina staje się wyzwoloną Polką. | 29.09.2010    | Patrick Yoka | Aleksander Sobiszewski Patrick Yoka Katarzyna Sobiszewska |
| 342 | Rzeczy, o których się fizjologom nie śniło | Paździoch prezentuje Ferdkowi swoje nadnaturalne zdolności, które pozwalają mu wpływać na innych ludzi.                                                                               | 06.10.2010    | Patrick Yoka | Aleksander Sobiszewski Patrick Yoka Katarzyna Sobiszewska |
| 343 | Sobowtór                                   | Halina czytając pismo kobiece zauważa podobieństwo Ferdka do popularnego włoskiego milionera - Domenico Fellucci. Ferdek, za namową Paździocha, zaczyna korzystać z renomy sobowtóra. | 13.10.2010    | Patrick Yoka | Aleksander Sobiszewski Patrick Yoka Katarzyna Sobiszewska |
| 344 | Mecz                                       | Prezes Kozłowski zatrudnia Ferdka jako trenera osiedlowej drużyny piłkarskiej. | 20.10.2010    | Patrick Yoka | Aleksander Sobiszewski Patrick Yoka Katarzyna Sobiszewska |
| 345 | Wampiry są wśród nas                       | Halinka po przeczytaniu artykułu w gazecie stwierdza, że Paździochowie mogą być wampirami. Podejmuje prywatne śledztwo w tej sprawie, za wszelką cenę chce to udowodnić.              | 27.10.2010    | Patrick Yoka | Aleksander Sobiszewski Patrick Yoka Katarzyna Sobiszewska |
| 346 | Po prostu być                              | Mieszkańcy kamienicy zauważają, że Boczek wyjechał. Paździoch zaczyna podejrzewać, że ich sąsiad został księdzem.                                                                     | 03.11.2010    | Patrick Yoka | Aleksander Sobiszewski Patrick Yoka Katarzyna Sobiszewska |
| 347 | Wszystko na sprzedaż                       | Halinka załatwia Ferdkowi pracę u Paździocha. | 10.11.2010    | Patrick Yoka | Aleksander Sobiszewski Patrick Yoka Katarzyna Sobiszewska |
| 348 | Opowieść o lekkim zabarwieniu erotycznym   | Ferdek, Marian i Boczek zauważają, że kobiety zachowują się prowokacyjnie seksualnie i postanawiają coś z tym zrobić.                                                                 | 17.11.2010    | Patrick Yoka | Aleksander Sobiszewski Patrick Yoka Katarzyna Sobiszewska |
| 349 | Kosmiczna odyseja                          | Ferdek i Paździoch lecą na Marsa. | 24.11.2010    | Patrick Yoka | Aleksander Sobiszewski Patrick Yoka Katarzyna Sobiszewska |
| 350 | Cztery noce z Marią                        | W odwiedziny do Kiepskich przyjeżdża ciotka Haliny, Maria. Ferdek obawia się, że kobieta chce go zabić.                                                                               | 01.12.2010    | Patrick Yoka | Aleksander Sobiszewski Patrick Yoka Katarzyna Sobiszewska |
| 351 | Świąteczna ballada o problemach sąsiada    | Paździoch z powodu problemów z Helena obawia się, że nie dożyje świąt i próbuje popełnić samobójstwo. Uratowany przez Ferdka i Boczka postanawia spędzić święta u Kiepskich.          | 25.12.2010    | Patrick Yoka | Aleksander Sobiszewski Patrick Yoka Katarzyna Sobiszewska |
| 352 | Sylwester marzeń                           | Sąsiedzi wykupują bilety na sylwestrowy bal w luksusowej restauracji i tylko Ferdek chce spędzić Sylwestra przed telewizorem. Halina jednak zmusza go do balu grożąc rozwodem.        | 31.12.2010    | Patrick Yoka | Aleksander Sobiszewski Patrick Yoka Katarzyna Sobiszewska |

## Sezon 17 (wiosna 2011)
| Nr  | Tytuł                                                      | Opis odcinka | Data premiery | Reżyseria    | Scenariusz                                                |
| --- | ---------------------------------------------------------- | --- | ------------- | ------------ | --------------------------------------------------------- |
| 353 | Tryptyk dolnośląski cz.I Ostatni Wódz Plemienia Szoszonów  | Waldemar Kiepski powraca z USA do domu rodzinnego. | 02.03.2011    | Patrick Yoka | Aleksander Sobiszewski Patrick Yoka Katarzyna Sobiszewska |
| 354 | Tryptyk dolnośląski cz.II Cyc i Pupcia                     | Waldek przedstawia rodzinie swoją narzeczoną, Jolasię Pupcię. Kiepski podejrzewa, że kobiecie zależy tylko na dolarach mężczyzny.                                  | 09.03.2011    | Patrick Yoka | Aleksander Sobiszewski Patrick Yoka Katarzyna Sobiszewska |
| 355 | Tryptyk dolnośląski cz.III Moje wielkie wrocławskie wesele | Ferdek stara się nie dopuścić do ślubu Waldka i Jolasi. Organizuje synowi wieczór kawalerski.                                                                      | 16.03.2011    | Patrick Yoka | Aleksander Sobiszewski Patrick Yoka Katarzyna Sobiszewska |
| 356 | Stąd do wieczności                                         | Prezes Kozłowski wpada na pomysł nagrodzenia któregoś z mieszkańców osiedla. Szybko okazuje się, że żaden nie nadaje się do otrzymania nagrody.                    | 23.03.2011    | Patrick Yoka | Aleksander Sobiszewski Patrick Yoka Katarzyna Sobiszewska |
| 357 | Trzy ananasy                                               | Na korytarzu pojawia się automat do gier hazardowych. Arnold Boczek wygrywa w nim coraz to większe pieniądze.                                                      | 30.03.2011    | Patrick Yoka | Aleksander Sobiszewski Patrick Yoka Katarzyna Sobiszewska |
| 358 | Zwierzę medialne                                           | Telewizja ogłasza ucieczkę niezwykle groźnej małpy z cyrku. Ferdek przypadkiem zamyka ją w toalecie. Media podchwytują temat i Kiepski staje się bardzo popularny. | 06.04.2011    | Patrick Yoka | Aleksander Sobiszewski Patrick Yoka Katarzyna Sobiszewska |
| 359 | Dług                                                       | Na korytarzu pojawia się elektroniczny zegar, który w zastraszającym tempie przyspiesza. Sąsiedzi dowiadują się, że odmierza wciąż rosnący dług publiczny.         | 13.04.2011    | Patrick Yoka | Aleksander Sobiszewski Patrick Yoka Katarzyna Sobiszewska |
| 360 | Jajko pokoju                                               | Halina postanawia pobudzić męża do działania poprzez tajemnicze środki chemiczne.                                                                                  | 20.04.2011    | Patrick Yoka | Aleksander Sobiszewski Patrick Yoka Katarzyna Sobiszewska |
| 361 | Salto                                                      | Paździoch przedstawia Kiepskiemu osiedlowego działacza kultury, Krzysztofa Krawczyka. Wspólnie zamierzają oni przygotować spektakl.                                | 27.04.2011    | Patrick Yoka | Aleksander Sobiszewski Patrick Yoka Katarzyna Sobiszewska |
| 362 | Więcej lepiej taniej weselej                               | Prezes Kozłowski startuje w wyborach. Zachęca Kiepskiego do pomocy w opracowaniu kampanii wyborczej.                                                               | 04.05.2011    | Patrick Yoka | Aleksander Sobiszewski Patrick Yoka Katarzyna Sobiszewska |
| 363 | Uczeń czarnoksiężnika                                      | Ferdynand Kiepski dowiaduje się, że Marian Paździoch para się czarną magią.                                                                                        | 11.05.2011    | Patrick Yoka | Aleksander Sobiszewski Patrick Yoka Katarzyna Sobiszewska |
| 364 | Krew z krwi, kość z kości                                  | Ferdek stwierdza, że młode pokolenie przestało szanować tradycje narodowe.                                                                                         | 18.05.2011    | Patrick Yoka | Aleksander Sobiszewski Patrick Yoka Katarzyna Sobiszewska |
| 365 | Sprawa dla redaktora                                       | Pewnego dnia Paździoch pokazuje Ferdkowi tajemniczą taśmę ze starym filmem, na którym widać Arnolda Boczka w niejasnej sytuacji. Podejrzewają go o... kanibalizm.  | 25.05.2011    | Patrick Yoka | Aleksander Sobiszewski Patrick Yoka Katarzyna Sobiszewska |

## Sezon 18 (jesień 2011)
| Nr  | Tytuł               | Opis odcinka | Data premiery | Reżyseria    | Scenariusz                                                |
| --- | ------------------- | --- | ------------- | ------------ | --------------------------------------------------------- |
| 366 | Czułe słówka        | Ferdek zostaje oczarowany przez modelkę z reklamy, która wciąga go w wir świata idealnego.                                                                                         | 07.09.2011    | Patrick Yoka | Aleksander Sobiszewski Patrick Yoka Katarzyna Sobiszewska |
| 367 | Zima leśnych ludzi  | Po kolejnej kłótni z żoną Ferdek wyprowadza się do lasu. Wspiera go w tym Paździoch.                                                                                               | 14.09.2011    | Patrick Yoka | Aleksander Sobiszewski Patrick Yoka Katarzyna Sobiszewska |
| 368 | Trzystu             | W związku z problemami podczas budowy autostrady A2 grupa ochotników postanawia dokończyć prace. Wśród nich znajduje się Ferdek.                                                   | 21.09.2011    | Patrick Yoka | Aleksander Sobiszewski Patrick Yoka Katarzyna Sobiszewska |
| 369 | Coming Out          | Halina, zaniepokojona narastającymi ujawnieniami homoseksualistów w kraju, zaczyna doszukiwać się homoseksualnych cech u Ferdka.                                                   | 28.09.2011    | Patrick Yoka | Aleksander Sobiszewski Patrick Yoka Katarzyna Sobiszewska |
| 370 | Myszy i ludzie      | Ferdynand Kiepski jest wyznawcą spiskowej teorii dziejów. Wpada na trop spisku, który ma na celu przejęcie władzy nad Polską przez Szczury.                                        | 05.10.2011    | Patrick Yoka | Aleksander Sobiszewski Patrick Yoka Katarzyna Sobiszewska |
| 371 | Turbo Jolanta       | Jolasia, Waldek i Mariola zakładają solarium. | 12.10.2011    | Patrick Yoka | Aleksander Sobiszewski Patrick Yoka Katarzyna Sobiszewska |
| 372 | Pożegnanie z Afryką | Ferdek jest zrozpaczony tym, że Waldek jest zdominowany przez swoją żonę, Jolasię. Postanawia mu pokazać, jak wygląda prawdziwy mężczyzna.                                         | 19.10.2011    | Patrick Yoka | Aleksander Sobiszewski Patrick Yoka Katarzyna Sobiszewska |
| 373 | Dzieło życia        | Pod Haliną pęka krzesło. Ferdek naprawia je i udoskonala. Wkrótce postanawia stworzyć wynalazek, który będzie dziełem jego życia...                                                | 26.10.2011    | Patrick Yoka | Aleksander Sobiszewski Patrick Yoka Katarzyna Sobiszewska |
| 374 | Dzieje grzechu      | Ferdek dostaje zapaści. Odwiedza go Śmierć i przypomina mu cały jego grzeszny żywot.                                                                                               | 02.11.2011    | Patrick Yoka | Aleksander Sobiszewski Patrick Yoka Katarzyna Sobiszewska |
| 375 | Pampeluna           | Paździochowie prezentują eleganckie kołdry. Halina jest nimi zachwycona i postanawia je zakupić za wszelką cenę.                                                                   | 09.11.2011    | Patrick Yoka | Aleksander Sobiszewski Katarzyna Sobiszewska              |
| 376 | Nim poleje się krew | Ferdek odsprzedaje Paździochowi swoją część piwnicy. Jolasia uświadamia teścia, że znajdują się w niej złoża gazu łupkowego.                                                       | 16.11.2011    | Patrick Yoka | Aleksander Sobiszewski Patrick Yoka Katarzyna Sobiszewska |
| 377 | Dolczewita          | Pewnej nocy Waldek i Jolasia przychodzą do rodziców z prośbą o nocleg. Twierdzą, że szukają schronienia po zalaniu swojego mieszkania. Stopniowo coraz bardziej zadomawiają się... | 23.11.2011    | Patrick Yoka | Aleksander Sobiszewski Patrick Yoka Katarzyna Sobiszewska |
| 378 | Portfel             | Ferdek dostaje na urodziny portfel, który staje się okazją do refleksji na temat stanu finansowego i życia Kiepskiego.                                                             | 30.11.2011    | Patrick Yoka | Aleksander Sobiszewski Patrick Yoka Katarzyna Sobiszewska |
| 379 | Happy New Year      | Ferdek i Halina na sylwestra dostają zaproszenie od niejakiego Goldenmana do Hollywood. Początkowy entuzjazm szybko zmienia się w strach.                                          | 31.12.2011    | Patrick Yoka | Aleksander Sobiszewski Patrick Yoka Katarzyna Sobiszewska |

## Sezon 19 (wiosna 2012)
| Nr  | Tytuł                   | Opis odcinka | Data premiery | Reżyseria    | Scenariusz                                                |
| --- | ----------------------- | --- | ------------- | ------------ | --------------------------------------------------------- |
| 380 | Glonojad                | Ferdek dostaje od Boczka glonojada. Bardzo się do niego przywiązuje. | 07.03.2012    | Patrick Yoka | Aleksander Sobiszewski Patrick Yoka Katarzyna Sobiszewska |
| 381 | Plajtajszyn             | Ferdek dostaje od Badury konsolę do gier. Gra na niej cała rodzina wraz z Paździochem.                                                                                              | 14.03.2012    | Patrick Yoka | Aleksander Sobiszewski Katarzyna Sobiszewska              |
| 382 | Kontener                | Paździoch rzuca hasło, by sąsiedzi złożyli się wspólnie na kontener, żeby pozbyć się śmieci z domu i piwnicy. Wkrótce sąsiedzi wpadają w szał wyrzucania wszystkiego na śmietnik.   | 21.03.2012    | Patrick Yoka | Aleksander Sobiszewski Patrick Yoka Katarzyna Sobiszewska |
| 383 | Kapelusz Dżeksona       | Boczek znajduje kapelusz Dżeksona. Początkowo zdobywa sławę, piszą o nim w gazetach, ale jego pięć minut się kończy i popada w alkoholizm.                                          | 28.03.2012    | Patrick Yoka | Aleksander Sobiszewski Katarzyna Sobiszewska              |
| 384 | Trzeba zabić tę miłość  | Halina, Mariola i Paździochowa są wielbicielkami pewnego serialu. Pewnego dnia media obiega wiadomość, że główna bohaterka telenoweli ma umrzeć...                                  | 04.04.2012    | Patrick Yoka | Aleksander Sobiszewski Patrick Yoka Katarzyna Sobiszewska |
| 385 | Chłopi                  | Halina spotyka na korytarzu znajomego doktora z pracy. Okazuje się, że mieszka on u Paździochów. Kiepska zaczyna podejrzewać sąsiadkę o romans.                                     | 11.04.2012    | Patrick Yoka | Aleksander Sobiszewski Patrick Yoka Katarzyna Sobiszewska |
| 386 | Czumulungma             | Media huczą o ogromnej kumulacji na loterii. Zwycięzcą zostaje mieszkaniec osiedla Kosmonautów.                                                                                     | 18.04.2012    | Patrick Yoka | Aleksander Sobiszewski Katarzyna Sobiszewska              |
| 387 | Powiększenie            | Jolasia chce powiększyć sobie biust. Jej działania doprowadzają ją aż na salę sądową.                                                                                               | 25.04.2012    | Patrick Yoka | Aleksander Sobiszewski Katarzyna Sobiszewska              |
| 388 | Krzyżacy                | Ferdkowi śnią się Krzyżacy przez trzy noce. Prezes Kozłowski uważa to za przypowieść, że Niemcy znów mogą napaść na Polskę.                                                         | 02.05.2012    | Patrick Yoka | Aleksander Sobiszewski Katarzyna Sobiszewska              |
| 389 | Poszukiwana poszukiwany | Halina znajduje pracę dla Ferdka. Niestety jest ona przeznaczona dla kobiet. Mimo tego Halina każe mu się jej podjąć. Ferdek przyjmuje wyzwanie...                                  | 09.05.2012    | Patrick Yoka | Aleksander Sobiszewski Katarzyna Sobiszewska              |
| 390 | Od Judasza do Kamasza   | Mieszkańcy kamienicy przy ulicy Ćwiartki 3/4 dowiadują się o zmianie proboszcza swojej parafii. Dobrze wszystkim znanego księdza Pączka zastępuje młody i energiczny ksiądz Bączek. | 16.05.2012    | Patrick Yoka | Aleksander Sobiszewski Patrick Yoka Katarzyna Sobiszewska |
| 391 | Nad zalewiskiem         | Ferdek marzy o wyjeździe na łono natury - do lasu lub nad jezioro. Boczek proponuje mu taki wypad.                                                                                  | 23.05.2012    | Patrick Yoka | Aleksander Sobiszewski Patrick Yoka Katarzyna Sobiszewska |
| 392 | Psychuszkin             | Ferdek znajduje w toalecie książkę pozostawioną przez Boczka w charakterze papieru toaletowego. Z nudów zaczyna ją czytać. Okazuje się, że lektura go niezwykle pochłania.          | 30.05.2012    | Patrick Yoka | Aleksander Sobiszewski Patrick Yoka Katarzyna Sobiszewska |

## Sezon 20 (jesień 2012)
| Nr  | Tytuł               | Opis odcinka | Data premiery | Reżyseria    | Scenariusz                                                |
| --- | ------------------- | --- | ------------- | ------------ | --------------------------------------------------------- |
| 393 | Moje Kiepskie Życie | Halina za namową sąsiadki, Heleny, postanawia napisać autobiografię. Kiepskiemu nie podoba się przedstawienie jego osoby w książce.                                            | 05.09.2012    | Patrick Yoka | Aleksander Sobiszewski Patrick Yoka Katarzyna Sobiszewska |
| 394 | Erotikon            | Badura obdarowuje Ferdka oryginalnym odbiornikiem radiowym w kształcie kobiecych piersi. Kiepski jest prezentem zachwycony, natomiast Halinka podejrzewa go o erotomanię.      | 12.09.2012    | Patrick Yoka | Aleksander Sobiszewski Katarzyna Sobiszewska              |
| 395 | Marzyciele          | Okazuje się, że każdy na osiedlu ma jakieś marzenie, którego nie może spełnić.                                                                                                 | 19.09.2012    | Patrick Yoka | Aleksander Sobiszewski Patrick Yoka Katarzyna Sobiszewska |
| 396 | Bełkot              | Ferdek wygłasza nieprzychylne komentarze na temat osób w telewizji, co oburza Halinę. Kiepski coraz bardziej popada w obsesję na punkcie telewizora.                           | 26.09.2012    | Patrick Yoka | Aleksander Sobiszewski Patrick Yoka Katarzyna Sobiszewska |
| 397 | EuroKoko            | Sklep "U Stasia" ma zostać zlikwidowany. Ferdek jest załamany. Postanawia otworzyć nowy sklep u siebie w mieszkaniu.                                                           | 03.10.2012    | Patrick Yoka | Aleksander Sobiszewski Patrick Yoka Katarzyna Sobiszewska |
| 398 | Stary koń           | Prezes Kozłowski jest zafascynowany urodą oraz talentem wokalnym Marioli. Postanawia zorganizować dla niej szczególny koncert, co wzbudza zazdrość Jolasi.                     | 10.10.2012    | Patrick Yoka | Aleksander Sobiszewski Patrick Yoka Katarzyna Sobiszewska |
| 399 | Jutro będzie futro  | Jolasia żąda, aby mąż Waldemar kupił jej futro. Uzależnia od tego ich dalsze pożycie małżeńskie.                                                                               | 17.10.2012    | Patrick Yoka | Aleksander Sobiszewski Katarzyna Sobiszewska              |
| 400 | Ciapciaki           | Ferdek i Halina znajdują w chipsach zdrapkę. Wygrywają dzięki niej sporą sumę pieniędzy. Zachęceni zaczynają kupować coraz więcej paczek chipsów, by wygrać kolejne pieniądze. | 24.10.2012    | Patrick Yoka | Aleksander Sobiszewski Patrick Yoka Katarzyna Sobiszewska |
| 401 | Kurze ziele         | Boczek zostaje znachorem. | 31.10.2012    | Patrick Yoka | Aleksander Sobiszewski Patrick Yoka Katarzyna Sobiszewska |
| 402 | Widziadło           | Kiepskich nawiedza tajemnicze widmo. | 07.11.2012    | Patrick Yoka | Aleksander Sobiszewski Patrick Yoka Katarzyna Sobiszewska |
| 403 | Ten teges           | Kiepskich niepokoi fakt, iż Jolasia z Waldkiem nie są zainteresowani posiadaniem potomstwa i postanawiają temu przeciwdziałać.                                                 | 14.11.2012    | Patrick Yoka | Aleksander Sobiszewski Patrick Yoka Katarzyna Sobiszewska |
| 404 | I'am łoczing you    | Zdaniem Haliny Kiepskiej i Heleny Paździochowej współczesna rodzina powinna działać na wzór sprawnie funkcjonującej instytucji.                                                | 21.11.2012    | Patrick Yoka | Aleksander Sobiszewski Katarzyna Sobiszewska              |
| 405 | Zemsta społeczna    | Paździoch i Kiepski czują się marginalizowani w życiu społecznym. | 28.11.2012    | Patrick Yoka | Aleksander Sobiszewski Katarzyna Sobiszewska              |

## Sezon 21 (wiosna 2013)
| Nr  | Tytuł                                   | Opis odcinka | Data premiery | Reżyseria    | Scenariusz                                                |
| --- | --------------------------------------- | --- | ------------- | ------------ | --------------------------------------------------------- |
| 406 | Stan wyjątkowy                          | Marian Paździoch jest wstrząśnięty faktem, że ktoś regularnie zanieczyszcza mu wycieraczkę. Oskarża kolejno wszystkich mieszkańców piętra.                                                  | 06.03.2013    | Patrick Yoka | Aleksander Sobiszewski Patrick Yoka Katarzyna Sobiszewska |
| 407 | Samotność w sieci                       | Halina kupuje laptop i zaczyna zgłębiać tajniki internetu. Niespodziewanie natrafia na obraźliwe komentarze dotyczące jej rodziny.                                                          | 13.03.2013    | Patrick Yoka | Aleksander Sobiszewski Patrick Yoka Katarzyna Sobiszewska |
| 408 | Kanalia                                 | W kamienicy rozchodzi się wieść, że u Paździochów będzie gościł Święty Obraz Wędrujący. | 20.03.2013    | Patrick Yoka | Aleksander Sobiszewski Patrick Yoka Katarzyna Sobiszewska |
| 409 | Gorzelak, Kobielak i Majster Kurdzielak | Kamienica Kiepskich przechodzi remont elewacji. Ekipa remontowa zaczyna podglądać mieszkańców.                                                                                              | 27.03.2013    | Patrick Yoka | Aleksander Sobiszewski Patrick Yoka Katarzyna Sobiszewska |
| 410 | Złodziejka                              | W mieszkaniu Kiepskich znikają różne przedmioty. Pierwsze podejrzenia padają na Jolasię. Okazuje się, że nie ona jedna zasługuje na miano złodzieja...                                      | 03.04.2013    | Patrick Yoka | Aleksander Sobiszewski Patrick Yoka Katarzyna Sobiszewska |
| 411 | Gorzkie gody                            | Ferdek i Halina świętują 40-lecie pożycia małżeńskiego. Rocznica staje się okazją do gorzkich refleksji, które doprowadzają Kiepskich do podjęcia decyzji o... rozwodzie.                   | 10.04.2013    | Patrick Yoka | Aleksander Sobiszewski Patrick Yoka Katarzyna Sobiszewska |
| 412 | Badurka                                 | Kiepscy obdarowują Kazimierza Badurę jedzeniem, którego nie potrzebują. | 17.04.2013    | Patrick Yoka | Aleksander Sobiszewski Patrick Yoka Katarzyna Sobiszewska |
| 413 | Totto pronto                            | Paździoch otwiera w swoim mieszkaniu muzeum seksu. | 24.04.2013    | Patrick Yoka | Aleksander Sobiszewski Patrick Yoka Katarzyna Sobiszewska |
| 414 | Dymy na wodzie                          | Pewnego wieczoru Halina odbiera telefon od tajemniczej kobiety, która przedstawia się jako dobra znajoma jej męża, Dzidka. W Ferdku budzą się wspomnienia i postanawia on odnaleźć kobietę. | 01.05.2013    | Patrick Yoka | Aleksander Sobiszewski Patrick Yoka Katarzyna Sobiszewska |
| 415 | Goście wieczerzy pańskiej               | Ferdynand otrzymuje zaproszenie na kolację u księdza Pączka. Jest niezwykle dumny, do czasu, gdy dowiaduje się, że zaproszenie dostali także Paździoch i Boczek.                            | 08.05.2013    | Patrick Yoka | Aleksander Sobiszewski Patrick Yoka Katarzyna Sobiszewska |
| 416 | Krótki film o męskości                  | Walduś ma urodziny. Halina kupuje mu w prezencie majtki w rozmiarze XXL. Skłania to Jolasię do żartów na temat jego przyrodzenia. Zawstydzony uwagami żony Waldemar ucieka.                 | 15.05.2013    | Patrick Yoka | Aleksander Sobiszewski Patrick Yoka Katarzyna Sobiszewska |
| 417 | Człowiek, który wzuł laczki             | Waldek zaczyna coraz bardziej upodabniać się do ojca, co frustruje Jolasię. | 22.05.2013    | Patrick Yoka | Aleksander Sobiszewski Patrick Yoka Katarzyna Sobiszewska |
| 418 | Sexi Flexi                              | W kamienicy zostaje zdemolowana toaleta w korytarzu. Paździoch wszczyna śledztwo w celu odnalezienia sprawcy.                                                                               | 29.05.2013    | Patrick Yoka | Aleksander Sobiszewski Patrick Yoka Katarzyna Sobiszewska |

## Sezon 22 (jesień 2013)
| Nr  | Tytuł              | Opis odcinka | Data premiery | Reżyseria    | Scenariusz                                                |
| --- | ------------------ | --- | ------------- | ------------ | --------------------------------------------------------- |
| 419 | Ferdydurka         | Jolasia niepokoi się, że Waldek coraz częściej pije alkohol i pod groźbą rozwodu zakazuje mu tego. Ferdek postanawia nauczyć syna kilku sztuczek, które pozwolą mu na swobodne picie alkoholu. | 04.09.2013    | Patrick Yoka | Aleksander Sobiszewski Patrick Yoka Katarzyna Sobiszewska |
| 420 | Pograbek           | Ferdek zostaje grabarzem. | 11.09.2013    | Patrick Yoka | Aleksander Sobiszewski Patrick Yoka Katarzyna Sobiszewska |
| 421 | Pokuć              | Ferdynand dowiaduje się, że Jolasia należy do tajemniczej sekty. | 18.09.2013    | Patrick Yoka | Aleksander Sobiszewski Patrick Yoka Katarzyna Sobiszewska |
| 422 | Mała matura        | Arnold Boczek zdaje maturę. | 25.09.2013    | Patrick Yoka | Aleksander Sobiszewski Patrick Yoka Katarzyna Sobiszewska |
| 423 | Easy Rajder        | Halina kupuje samochód, jednak zakazuje Ferdkowi prowadzenia go. Postanawia zdać egzamin na prawo jazdy.                                                                                       | 02.10.2013    | Patrick Yoka | Aleksander Sobiszewski Patrick Yoka Katarzyna Sobiszewska |
| 424 | Warszawa           | Jolasia chce wyjechać do Warszawy ku rozpaczy Waldka. Ferdek natomiast zachęca do tego synową, licząc że ta opuści kamienicę raz na zawsze.                                                    | 09.10.2013    | Patrick Yoka | Aleksander Sobiszewski Patrick Yoka Katarzyna Sobiszewska |
| 425 | Fakty i mity       | Paździoch postanawia walczyć z chuligaństwem i upadkiem moralnym na osiedlu. | 16.10.2013    | Patrick Yoka | Aleksander Sobiszewski Patrick Yoka Katarzyna Sobiszewska |
| 426 | Piętnaście minut   | Kiepscy wpadają w problemy finansowe. Marian Paździoch podsuwa im nietypowy pomysł zarobku - chce nakłonić ich do występu w filmie pornograficznym.                                            | 23.10.2013    | Patrick Yoka | Aleksander Sobiszewski Patrick Yoka Katarzyna Sobiszewska |
| 427 | Sekrety i kłamstwa | Ferdek z powodu pewnej wiertarki wpada w spiralę kłamstw. | 30.10.2013    | Patrick Yoka | Aleksander Sobiszewski Patrick Yoka Katarzyna Sobiszewska |
| 428 | Dzień szakala      | Halina i Ferdek postanawiają zmobilizować dzieci do podjęcia pracy. | 06.11.2013    | Patrick Yoka | Aleksander Sobiszewski Patrick Yoka Katarzyna Sobiszewska |
| 429 | Bomboni            | Po osiedlu zaczynają krążyć plotki, że Ferdynand Kiepski pije alkohol i stacza się w zastraszającym tempie. Ferdek jest tym oburzony.                                                          | 13.11.2013    | Patrick Yoka | Aleksander Sobiszewski Patrick Yoka Katarzyna Sobiszewska |
| 430 | Con Amore          | Ferdek niepokoi się o Mariolę. Uważa, że w jej wieku powinna mieć męża, jednak ta nie chce o tym słyszeć. Kiepski postanawia wydać ją za właściciela sklepu monopolowego, Stasia.              | 20.11.2013    | Patrick Yoka | Aleksander Sobiszewski Patrick Yoka Katarzyna Sobiszewska |
| 431 | Królowa balu       | Mariola poznaje bardzo sympatycznego Włocha, który zaprasza ją na wielki bal sylwestrowy. Jolasia jest zazdrosna.                                                                              | 31.12.2013    | Patrick Yoka | Aleksander Sobiszewski Patrick Yoka Katarzyna Sobiszewska |

## Sezon 23 (wiosna 2014)
| Nr  | Tytuł                      | Opis odcinka | Data premiery | Reżyseria    | Scenariusz                                                |
| --- | -------------------------- | --- | ------------- | ------------ | --------------------------------------------------------- |
| 432 | Kożuchowska                | Waldek wygrywa kolację z Małgorzatą Kożuchowską. | 05.03.2014    | Patrick Yoka | Aleksander Sobiszewski Patrick Yoka Katarzyna Sobiszewska |
| 433 | Żarty żarciki              | Ferdek w przypływie dobrego humoru płata różne figle domownikom i sąsiadom. Niestety, nie znajdują one uznania w ich oczach.                                 | 12.03.2014    | Patrick Yoka | Aleksander Sobiszewski Patrick Yoka Katarzyna Sobiszewska |
| 434 | Fikcyjne pulpety           | Paździochowie biorą udział w konkursie kulinarnym. Zazdrośni Kiepscy postanawiają z nimi konkurować.                                                         | 19.03.2014    | Patrick Yoka | Aleksander Sobiszewski Patrick Yoka Katarzyna Sobiszewska |
| 435 | Zagraniczniak              | Mieszkańcy osiedla mają różne refleksje na temat osób z zagranicy i tego, w jaki sposób potoczyłoby się ich życie, gdyby urodzili się w innym kraju.         | 26.03.2014    | Patrick Yoka | Aleksander Sobiszewski Patrick Yoka Katarzyna Sobiszewska |
| 436 | Nacopoco                   | Ferdek szuka odpowiedzi na pewne nurtujące go pytanie egzystencjalne.                                                                                        | 02.04.2014    | Patrick Yoka | Aleksander Sobiszewski Patrick Yoka Katarzyna Sobiszewska |
| 437 | Sceny z życia małżeńskiego | Małżeństwa Kiepskich, Paździochów i Kozłowskich przeżywają różnego rodzaju wzloty i upadki, które przytrafiają im się jednej niedzieli.                      | 09.04.2014    | Patrick Yoka | Aleksander Sobiszewski Patrick Yoka Katarzyna Sobiszewska |
| 438 | Wiem co jem                | Boczek zaczyna sprzedawać produkty pochodzące rzekomo prosto ze wsi.                                                                                         | 16.04.2014    | Patrick Yoka | Aleksander Sobiszewski Patrick Yoka Katarzyna Sobiszewska |
| 439 | Lśnienie                   | Po osiedlu rozchodzi się wieść, iż Badura przestał pić. Jego osoba staje się wzorem dla wielu mieszkańców.                                                   | 23.04.2014    | Patrick Yoka | Aleksander Sobiszewski Patrick Yoka Katarzyna Sobiszewska |
| 440 | Kopakabana                 | Kiepscy postanawiają sprzedać mieszkanie, a za zarobione pieniądze wyjechać w podróż.                                                                        | 30.04.2014    | Patrick Yoka | Aleksander Sobiszewski Patrick Yoka Katarzyna Sobiszewska |
| 441 | Szpital przemienienia      | Ferdek coraz gorzej się czuje. Jego synowa, Jolasia, przeczuwając możliwość zarobku finansowego, postanawia leczyć go w domu.                                | 07.05.2014    | Patrick Yoka | Aleksander Sobiszewski Patrick Yoka Katarzyna Sobiszewska |
| 442 | Ludzie bezdomni            | Kiepscy, Paździochowie, a nawet prezes Kozłowski nieoczekiwanie stają się bezdomni.                                                                          | 14.05.2014    | Patrick Yoka | Aleksander Sobiszewski Patrick Yoka Katarzyna Sobiszewska |
| 443 | Gatunek                    | Media alarmują, że we Wrocławiu wylądowało UFO. Mieszkańcy osiedla wpadają w popłoch.                                                                        | 21.05.2014    | Patrick Yoka | Aleksander Sobiszewski Patrick Yoka Katarzyna Sobiszewska |
| 444 | Poza prawem                | Kiepski zostaje ukarany mandatem. Jego żona nie ma zamiaru dawać mu pieniędzy na jego opłacenie. Wkrótce Ferdek dostaje drugi mandat i grozi mu więzienie... | 28.05.2014    | Patrick Yoka | Aleksander Sobiszewski Patrick Yoka Katarzyna Sobiszewska |

## Sezon 24 (jesień 2014)
| Nr  | Tytuł               | Opis odcinka | Data premiery | Reżyseria    | Scenariusz                                                |
| --- | ------------------- | --- | ------------- | ------------ | --------------------------------------------------------- |
| 445 | Poltergeist         | Halinie śnią jej się byli lokatorzy mieszkania, w którym obecnie mieszka rodzina Kiepskich. Nocne mary naprowadzają ją na ślad tajemniczej zbrodni sprzed lat.                                         | 03.09.2014    | Patrick Yoka | Aleksander Sobiszewski Patrick Yoka Katarzyna Sobiszewska |
| 446 | Głupi Piotruś       | Po osiedlu grasuje mężczyzna znany jako Głupi Piotruś. | 10.09.2014    | Patrick Yoka | Aleksander Sobiszewski Patrick Yoka Katarzyna Sobiszewska |
| 447 | Taka piosenka       | Ferdek słyszy, jak Paździochowie śpiewają sobie pieśni miłosne. | 17.09.2014    | Patrick Yoka | Aleksander Sobiszewski Patrick Yoka Katarzyna Sobiszewska |
| 448 | Okazja              | Halina otrzymuje nietypowy prezent - 20-litrową butelkę wódki. Stanowczo nakazuje Ferdkowi, by nie otwierał jej, dopóki nie będzie ku temu szczególnej okazji.                                         | 24.09.2014    | Patrick Yoka | Aleksander Sobiszewski Patrick Yoka Katarzyna Sobiszewska |
| 449 | Brutal              | Marian Paździoch kupuje obronnego dużego psa. Ferdek jest oburzony tym, że zwierzę zanieczyszcza trawnik oraz jest... nieprzychylnie nastawiony do Kiepskiego.                                         | 01.10.2014    | Patrick Yoka | Aleksander Sobiszewski Patrick Yoka Katarzyna Sobiszewska |
| 450 | Urodzeni mordercy   | Boczek wpada na szereg pomysłów mających mu przynieść korzyści finansowe. Próbuje przekonać do nich Ferdka, jednak ten odrzuca kolejne jego idee.                                                      | 08.10.2014    | Patrick Yoka | Aleksander Sobiszewski Patrick Yoka Katarzyna Sobiszewska |
| 451 | Pali się moja panno | W mieszkaniu Paździochów wybucha pożar. Ferdek podejmuje akcję ratunkową. Staje się bohaterem. | 15.10.2014    | Patrick Yoka | Aleksander Sobiszewski Patrick Yoka Katarzyna Sobiszewska |
| 452 | Świece na wietrze   | Marian Paździoch ma wypadek. Ocierając się o śmierć stwierdza, że musi zmienić swoje życie. Wyznaje miłość Halinie i nakłania ją do wyjazdu za granicę.                                                | 22.10.2014    | Patrick Yoka | Aleksander Sobiszewski Patrick Yoka Katarzyna Sobiszewska |
| 453 | Klimakterium        | Halina staje się wyjątkowo chłodna dla swojego męża. Paździoch stwierdza, że Kiepska przechodzi klimakterium.                                                                                          | 29.10.2014    | Patrick Yoka | Aleksander Sobiszewski Patrick Yoka Katarzyna Sobiszewska |
| 454 | Jubel               | Halina i Helena wyjeżdżają i zostawiają mężów samych. Mężczyźni próbują dotrzymać słowa swoim żonom i nie organizować libacji alkoholowych, jednak nie jest to łatwe.                                  | 05.11.2014    | Patrick Yoka | Aleksander Sobiszewski Patrick Yoka Katarzyna Sobiszewska |
| 455 | Bolero              | W kamienicy zbudowana zostaje winda, a toaleta zostaje przeniesiona do piwnicy i wyremontowana. Okazuje się, że rodzi to kolejny problem, który polega na nieodpowiedniej... muzyce granej w toalecie. | 12.11.2014    | Patrick Yoka | Aleksander Sobiszewski Patrick Yoka Katarzyna Sobiszewska |
| 456 | Kobieta za ladą     | Mieszkańcy kamienicy dochodzą do wniosku, że zachowanie Malinowskiej przekracza wszelkie granice. Postanawiają napisać petycję o jej zwolnienie.                                                       | 19.11.2014    | Patrick Yoka | Aleksander Sobiszewski Patrick Yoka Katarzyna Sobiszewska |

## Sezon 25 (wiosna 2015)
| Nr  | Tytuł               | Opis odcinka | Data premiery | Reżyseria    | Scenariusz                                                  |
| --- | ------------------- | --- | ------------- | ------------ | ----------------------------------------------------------- |
| 457 | Ja to załatwię      | Prezes Kozłowski wyznaje zasadę, że jest w stanie wszystko załatwić. Mieszkańcy kamienicy mają do niego coraz więcej spraw do rozwiązania.                                                     | 04.03.2015    | Patrick Yoka | Aleksander Sobiszewski Patrick Yoka Katarzyna Sobiszewska   |
| 458 | Baba Jaga           | Ferdynand Kiepski jest zaniepokojony zachowaniem swojej żony Haliny. Zaczyna podejrzewać, że stała się wiedźmą, praktykującą czarną magię.                                                     | 11.03.2015    | Patrick Yoka | Aleksander Sobiszewski Patrick Yoka Katarzyna Sobiszewska   |
| 459 | Szalona lokomotywa  | W miejscu kamienicy ma stanąć dworzec kolejowy, a mieszkańcy mają zostać przeniesieni do lokali zastępczych. Niepewni swojego losu lokatorzy zaczynają protestować.                            | 18.03.2015    | Patrick Yoka | Aleksander Sobiszewski Patrick Yoka Katarzyna Sobiszewska   |
| 460 | Magiel              | Kazimierz Badura oferuje Ferdkowi okazyjny zakup starego magla ze złomowiska. Kiepski przekonuje Halinę, że magiel może stać się dla nich szansą na rozkręcenie intratnego biznesu rodzinnego. | 25.03.2015    | Patrick Yoka | Aleksander Sobiszewski Katarzyna Sobiszewska                |
| 461 | Żegnaj laleczko     | Waldemar podejrzewa żonę o zdradę i poszukuje dowodów na jej niewierność. | 01.04.2015    | Patrick Yoka | Aleksander Sobiszewski Patrick Yoka Katarzyna Sobiszewska   |
| 462 | Dom zły             | Mieszkańcom kamienicy często zdarzają się niewytłumaczalne wypadki. | 08.04.2015    | Patrick Yoka | Aleksander Sobiszewski Patrick Yoka Katarzyna Sobiszewska   |
| 463 | Klituś Bajduś       | Ferdek otwiera przedszkole w swoim mieszkaniu. | 15.04.2015    | Patrick Yoka | Aleksander Sobiszewski Katarzyna Sobiszewska                |
| 464 | Piszczyk            | Ferdynand Kiepski słyszy dziwny rodzaj piszczenia w ścianie. Zwierza się Kozłowskiemu, który podejrzewa, że może to być niejaki Piszczyk...                                                    | 22.04.2015    | Patrick Yoka | Aleksander Sobiszewski Katarzyna Sobiszewska Franciszek Loy |
| 465 | Paradoks            | Ferdek musi dostarczyć Halinie odpowiedź na istotne pytanie egzystencjalne, od którego zależy dalszy los jego małżeństwa.                                                                      | 29.04.2015    | Patrick Yoka | Aleksander Sobiszewski Katarzyna Sobiszewska                |
| 466 | Bliżej człowieka    | Kozłowski organizuje swoją kampanię wyborczą na korytarzu, co zaczyna utrudniać życie mieszkańcom.                                                                                             | 06.05.2015    | Patrick Yoka | Aleksander Sobiszewski Katarzyna Sobiszewska                |
| 467 | Powrót Kopcińskiego | Halina informuje rodzinę o śmierci znajomego emeryta z osiedla, Tadeusza Kopcińskiego. Ferdek i Halina czują się w obowiązku, aby udać się na pogrzeb zmarłego, który był osobą samotną.       | 13.05.2015    | Patrick Yoka | Aleksander Sobiszewski Katarzyna Sobiszewska                |
| 468 | Ping Pong           | Ferdynand i Marian dochodzą do wniosku, iż przeżyli ze sobą tak wiele, że nie mają sobie więcej nic ciekawego do powiedzenia. Postanawiają znaleźć trzecią osobę do towarzystwa.               | 20.05.2015    | Patrick Yoka | Aleksander Sobiszewski Patrick Yoka Katarzyna Sobiszewska   |

## Sezon 26 (jesień 2015)
| Nr  | Tytuł                     | Opis odcinka | Data premiery | Reżyseria    | Scenariusz                                                |
| --- | ------------------------- | --- | ------------- | ------------ | --------------------------------------------------------- |
| 469 | Grzyb - szatan            | Mieszkańcy osiedla uczestniczą w grzybobraniu zorganizowanym przez prezesa Kozłowskiego. | 02.09.2015    | Patrick Yoka | Aleksander Sobiszewski Patrick Yoka Katarzyna Sobiszewska |
| 470 | Tapczan                   | Pewnego wieczoru podczas sprzeczki małżeńskiej pod Kiepskimi rozpada się tapczan. Ferdek zaczyna poszukiwać nowego mebla.                                                                             | 09.09.2015    | Patrick Yoka | Aleksander Sobiszewski Katarzyna Sobiszewska              |
| 471 | Kajfasz                   | Ferdek i Halina oglądają film o tematyce biblijnej. Aktor kreujący w filmie rolę Kajfasza jest podobny do Paździocha. Ferdka zaczyna prześladować myśl, że Paździoch jest współczesnym Kajfaszem.     | 16.09.2015    | Patrick Yoka | Aleksander Sobiszewski Patrick Yoka Katarzyna Sobiszewska |
| 472 | Gdzie jest Karolak?       | W małżeństwie Kiepskich wybucha spór na temat Tomasza Karolaka. Halina w gniewie wygłasza nieprzychylne komentarze pod adresem aktora. Nieoczekiwanie Karolak znika...                                | 23.09.2015    | Patrick Yoka | Aleksander Sobiszewski Patrick Yoka Katarzyna Sobiszewska |
| 473 | Żądło                     | Badura proponuje Ferdkowi założenie kabaretu. | 30.09.2015    | Patrick Yoka | Aleksander Sobiszewski Katarzyna Sobiszewska              |
| 474 | Małpia grypa              | W Polsce rozprzestrzenia się wirus małpiej grypy. | 07.10.2015    | Patrick Yoka | Aleksander Sobiszewski Katarzyna Sobiszewska              |
| 475 | Ram dżam dżam             | Na temat prezesa Kozłowskiego zaczynają krążyć dwuznaczne opinie o jego moralności. Plotka głosi, że prezes jest erotomanem.                                                                          | 14.10.2015    | Patrick Yoka | Aleksander Sobiszewski Katarzyna Sobiszewska              |
| 476 | Dinozaur                  | Ferdek odkrywa, że Boczek jest w posiadaniu kości dinozaura. Sąsiad chwali się, że wie, gdzie znajduje się cały szkielet prehistorycznego gada.                                                       | 21.10.2015    | Patrick Yoka | Aleksander Sobiszewski Patrick Yoka Katarzyna Sobiszewska |
| 477 | Memento mori              | Halina Kiepska oświadcza mężowi, że nie chce po śmierci spoczywać z nim w tym samym grobie. Uważa, że dostatecznie długo męczyła się z nim za życia, więc nie zamierza tego robić również po śmierci. | 28.10.2015    | Patrick Yoka | Aleksander Sobiszewski Katarzyna Sobiszewska              |
| 478 | Tajfun                    | Wskutek ekstremalnych zmian klimatycznych od wielu tygodni trwają upały i susza. Kiepscy szukają wszelkich sposobów, aby przetrwać anomalie pogodowe.                                                 | 04.11.2015    | Patrick Yoka | Aleksander Sobiszewski Katarzyna Sobiszewska              |
| 479 | Wyjadacz                  | Arnold Boczek zastępuje Malinowską na miejscu sprzedawcy w sklepie "U Stasia". Mieszkańcy osiedla odkrywają, że jakość towarów uległa znacznemu pogorszeniu.                                          | 11.11.2015    | Patrick Yoka | Aleksander Sobiszewski Katarzyna Sobiszewska              |
| 480 | Ptaki ciernistych krzewów | W parafii zwalnia się stanowisko kościelnego. Okazuje się, że wiele osób jest chętnych na tę posadę.                                                                                                  | 18.11.2015    | Patrick Yoka | Aleksander Sobiszewski Katarzyna Sobiszewska              |

## Sezon 27 (wiosna 2016)
| Nr  | Tytuł          | Opis odcinka | Data premiery | Reżyseria    | Scenariusz                                                |
| --- | -------------- | --- | ------------- | ------------ | --------------------------------------------------------- |
| 481 | Dziwadło       | Halina odkrywa, iż Ferdek przehandlował wszystkie swoje ubrania na alkohol. | 02.03.2016    | Patrick Yoka | Patrick Yoka                                              |
| 482 | 100 jaj        | Ferdek znajduje za piecem list, który przed laty został tam schowany. Okazuje się, że wiadomość pochodzi od ś.p. Rozalii Kiepskiej, która uczyniła swojego zięcia jedynym potencjalnym spadkobiercą kosztowności.                  | 09.03.2016    | Patrick Yoka | Aleksander Sobiszewski Katarzyna Sobiszewska              |
| 483 | Cyceron        | Paździochowa powiększa swój biust. Halina jej zazdrości. | 16.03.2016    | Patrick Yoka | Aleksander Sobiszewski Katarzyna Sobiszewska Patrick Yoka |
| 484 | Obserwator     | Boczek przestaje korzystać z toalety na piętrze Kiepskich. Ferdek jest zaniepokojony. | 23.03.2016    | Patrick Yoka | Patrick Yoka                                              |
| 485 | La la la       | Ferdek przechodzi epizod depresyjny. | 30.03.2016    | Patrick Yoka | Aleksander Sobiszewski Katarzyna Sobiszewska              |
| 486 | Maratończyk    | Prezes Kozłowski organizuje maraton. Chce, aby Ferdek w nim wystartował. | 06.04.2016    | Patrick Yoka | Aleksander Sobiszewski Katarzyna Sobiszewska              |
| 487 | Śrubka         | Zaginięcie małej śrubki staje się powodem konfliktu między Kiepskimi a Paździochami. | 13.04.2016    | Patrick Yoka | Patrick Yoka                                              |
| 488 | Zimne nóżki    | W domu Kiepskich zaczynają się dziać tajemnicze, trudne do wyjaśnienia w logiczny sposób, wypadki. Halina pod wpływem wizji sennej dochodzi do wniosku, że jest to zemsta zza grobu zmarłych wiele lat temu prababki i pradziadka. | 20.04.2016    | Patrick Yoka | Aleksander Sobiszewski Katarzyna Sobiszewska              |
| 489 | Diabelski młyn | Do pustostanu w kamienicy Kiepskich niespodziewanie wprowadza się prezes Kozłowski z żoną. Prezes znajduje się w śpiączce. | 27.04.2016    | Patrick Yoka | Aleksander Sobiszewski Katarzyna Sobiszewska Patrick Yoka |
| 490 | Robak          | Ferdek dostaje prezent w postaci małego lasera. Zaczyna robić psikusy sąsiadom. Boczek podejrzewa, że czerwony punkcik to groźny, egzotyczny owad i wpada w panikę.                                                                | 04.05.2016    | Patrick Yoka | Aleksander Sobiszewski Katarzyna Sobiszewska Patrick Yoka |
| 491 | Tadeusz Surowy | Tadeusz Kopciński zostaje obwołany królem Polski. | 11.05.2016    | Patrick Yoka | Aleksander Sobiszewski Katarzyna Sobiszewska              |
| 492 | Moby Dick      | Media podają elektryzującą informację, że Odrą przypłynął do Wrocławia gigantyczny biały wieloryb. Mieszkańcy osiedla podejmują decyzję o wypłynięciu w rejs, aby upolować zwierzę.                                                | 18.05.2016    | Patrick Yoka | Aleksander Sobiszewski Katarzyna Sobiszewska              |

## Sezon 28 (jesień 2016)
| Nr  | Tytuł                        | Opis odcinka | Data premiery | Reżyseria    | Scenariusz                                                |
| --- | ---------------------------- | --- | ------------- | ------------ | --------------------------------------------------------- |
| 493 | Zbigniew Wodecki             | Kiepscy mają za zadanie ugościć w mieszkaniu Zbigniewa Wodeckiego.                                                                                     | 07.09.2016    | Patrick Yoka | Aleksander Sobiszewski Katarzyna Sobiszewska Patrick Yoka |
| 494 | Ukulele                      | Mariola przedstawia rodzicom swojego narzeczonego - Romana Ukulele.                                                                                    | 14.09.2016    | Patrick Yoka | Aleksander Sobiszewski Katarzyna Sobiszewska Patrick Yoka |
| 495 | Upiór                        | Boczek utrzymuje, że widział w piwnicy upiora, jednak sąsiedzi mu nie dowierzają. Ulegają jednak histerii i obawiają się zejścia do piwnicy.           | 21.09.2016    | Patrick Yoka | Aleksander Sobiszewski Katarzyna Sobiszewska Patrick Yoka |
| 496 | Dziki Dziad                  | Halina próbuje wypędzić spotkanego na korytarzu dziada. Ten w odpowiedzi życzy jej wszystkiego najgorszego. Kiepska zaczyna obawiać się klątwy...      | 28.09.2016    | Patrick Yoka | Aleksander Sobiszewski Katarzyna Sobiszewska              |
| 497 | Szczęki                      | Ferdek spostrzega, że w domu znika jedzenie. Początkowo podejrzewa Mariolę. Następnie podejrzenia padają kolejno na wszystkich pozostałych domowników. | 05.10.2016    | Patrick Yoka | Aleksander Sobiszewski Katarzyna Sobiszewska Patrick Yoka |
| 498 | Koszmar                      | Ferdek zmuszony jest odżywiać się kleikiem. Pozostali mieszkańcy w tym czasie objadają się tłustymi potrawami, przez co mają koszmary senne.           | 12.10.2016    | Patrick Yoka | Aleksander Sobiszewski Katarzyna Sobiszewska Patrick Yoka |
| 499 | Masz wiadomość               | Ferdek i Paździoch zaczynają udawać nawzajem swoje kochanki, aby wzbudzić zazdrość żon.                                                                | 19.10.2016    | Patrick Yoka | Aleksander Sobiszewski Katarzyna Sobiszewska Patrick Yoka |
| 500 | Dzień Ojca                   | Ferdek postanawia zmusić rodzinę do uroczystego celebrowania Dnia Ojca.                                                                                | 26.10.2016    | Patrick Yoka | Aleksander Sobiszewski Katarzyna Sobiszewska Patrick Yoka |
| 501 | Rój                          | W kamienicy pojawiają się dzikie pszczoły. | 02.11.2016    | Patrick Yoka | Aleksander Sobiszewski Katarzyna Sobiszewska              |
| 502 | Baśń z tysiąca i jednej nocy | Badura wręcza Ferdkowi stary turban. Okazuje się być on magicznie połączony z dywanem, w którego posiadaniu jest Marian Paździoch.                     | 09.11.2016    | Patrick Yoka | Aleksander Sobiszewski Katarzyna Sobiszewska              |
| 503 | Motywator                    | Ferdek znajduje zatrudnienie. Ma pokazywać pracownikom korporacji, co się z nimi stanie, gdy nie będą pracować.                                        | 16.11.2016    | Patrick Yoka | Aleksander Sobiszewski Katarzyna Sobiszewska              |
| 504 | Kolędniki                    | Kozłowski nakłania Ferdka do utworzenia grupy kolędników. Kiepski zgadza się i przystępuje do działania.                                               | 23.11.2016    | Patrick Yoka | Aleksander Sobiszewski Katarzyna Sobiszewska              |

## Sezon 29 (wiosna 2017)
| Nr  | Tytuł           | Opis odcinka | Data premiery | Reżyseria    | Scenariusz                                                |
| --- | --------------- | --- | ------------- | ------------ | --------------------------------------------------------- |
| 505 | Złoty pociąg    | Na skutek doniesień medialnych o rzekomym istnieniu niemieckiego złotego pociągu Ferdek wraz z sąsiadami podejmują desperackie próby odnalezienia skarbu.                                                                                  | 04.03.2017    | Patrick Yoka | Aleksander Sobiszewski Katarzyna Sobiszewska Patrick Yoka |
| 506 | Mocne uderzenie | Ferdek otrzymuje od Badury perkusję. Instrument zaczyna służyć do rozładowania frustracji społecznych. | 11.03.2017    | Patrick Yoka | Aleksander Sobiszewski Katarzyna Sobiszewska Patrick Yoka |
| 507 | Wysokie obcasy  | Jolasia żąda, aby Waldek kupił jej buty. Waldemar, którego nie stać na tę inwestycję, ucieka z domu. | 18.03.2017    | Patrick Yoka | Aleksander Sobiszewski Katarzyna Sobiszewska Patrick Yoka |
| 508 | Heca koło pieca | Boczek ostrzega mieszkańców osiedla, że w niedługim czasie zostanie wyłączony dopływ wody i prądu. Mieszkańcy ignorują jego ostrzeżenia. Niebawem zostaje wyłączone również ogrzewanie.                                                    | 25.03.2017    | Patrick Yoka | Aleksander Sobiszewski Katarzyna Sobiszewska Patrick Yoka |
| 509 | Lalka           | Halina przypadkowo znajduje w piwnicy starą lalkę. Przedmiot zaczyna niekorzystnie wpływać na psychikę Haliny. | 01.04.2017    | Patrick Yoka | Aleksander Sobiszewski Katarzyna Sobiszewska Patrick Yoka |
| 510 | Poza zasięgiem  | Halina i Paździochowa wyjeżdżają na urlop. Zaniepokojony zniknięciem żony Ferdek rozpoczyna jej poszukiwania. | 08.04.2017    | Patrick Yoka | Aleksander Sobiszewski Katarzyna Sobiszewska Patrick Yoka |
| 511 | Okruchy pamięci | Halina przypadkowo znajduje w piwnicy stary album rodzinny. Przeglądając i analizując zdjęcia ze ślubu, nabiera podejrzenia, że Ferdek w przeszłości nigdy nie był wobec niej szczery, miał romans, a nawet być może dopuścił się zbrodni. | 22.04.2017    | Patrick Yoka | Aleksander Sobiszewski Katarzyna Sobiszewska Patrick Yoka |
| 512 | Recital         | Helena Paździochowa przygotowuje się do recitalu. Zamierza śpiewać i grać na mandolinie. Prosi Ferdka, by ten jej akompaniował. | 29.04.2017    | Patrick Yoka | Aleksander Sobiszewski Katarzyna Sobiszewska Patrick Yoka |
| 513 | Kocidło         | Na podwórku kamienicy przy Ćwiartki 3 pojawia się tajemniczy duży kocur. Zakłóca ciszę nocną głośnym miauczeniem, a szczególnie pod oknami Kiepskich.                                                                                      | 06.05.2017    | Patrick Yoka | Aleksander Sobiszewski Katarzyna Sobiszewska Patrick Yoka |
| 514 | Tłusty czwartek | Zbliża się tłusty czwartek. Wszystkich opanowuje gorączka konieczności zakupienia i spożycia jak największej ilości pączków. | 13.05.2017    | Patrick Yoka | Aleksander Sobiszewski Katarzyna Sobiszewska Patrick Yoka |
| 515 | Śledzik         | Kozłowski podejrzewa, że ktoś chce zniszczyć jego karierę zawodową. Wkrótce przeczucia stają się jego obsesją. | 20.05.2017    | Patrick Yoka | Aleksander Sobiszewski Katarzyna Sobiszewska Patrick Yoka |
| 516 | Alegretto       | Helena Paździoch składa Halinie Kiepskiej niespodziewaną propozycję, by odpłatnie przyjęła pod swój dach i zaopiekowała się jej mężem, Marianem.                                                                                           | 27.05.2017    | Patrick Yoka | Aleksander Sobiszewski Katarzyna Sobiszewska Patrick Yoka |

## Sezon 30 (jesień 2017)
| Nr  | Tytuł                 | Opis odcinka | Data premiery | Reżyseria    | Scenariusz                                                |
| --- | --------------------- | --- | ------------- | ------------ | --------------------------------------------------------- |
| 517 | Mikołaj Kopernik      | Na osiedlu pojawia się niejaki Mikołaj Kopernik, który jest zakochany w Marioli.                                                                      | 06.09.2017    | Patrick Yoka | Aleksander Sobiszewski Katarzyna Sobiszewska Patrick Yoka |
| 518 | Trzy siostry          | Do Kiepskich przyjeżdżają trzy ciotki z Puław. Ferdek jest niezadowolony z ich wizyty i stara się pozbyć niezapowiedzianych gości.                    | 13.09.2017    | Patrick Yoka | Aleksander Sobiszewski Katarzyna Sobiszewska Patrick Yoka |
| 519 | Czekolada             | Halina jest załamana, ponieważ wszyscy zapomnieli o jej urodzinach. Stwierdza, że pożycie małżeńskie jej i Ferdka dobiega końca.                      | 20.09.2017    | Patrick Yoka | Aleksander Sobiszewski Katarzyna Sobiszewska Patrick Yoka |
| 520 | Zmiana czasu          | W całym kraju ma miejsce zmiana czasu. Ferdek się jej sprzeciwia, co ma dla niego fatalne konsekwencje.                                               | 27.09.2017    | Patrick Yoka | Aleksander Sobiszewski Katarzyna Sobiszewska Patrick Yoka |
| 521 | Dusseldorf            | Boczek otrzymuje propozycję pracy w Düsseldorfie. Waha się, czy ją przyjąć. Ferdek go do tego namawia, chcąc pozbyć się natrętnego sąsiada.           | 04.10.2017    | Patrick Yoka | Aleksander Sobiszewski Katarzyna Sobiszewska Patrick Yoka |
| 522 | Wiele hałasu o nic    | Mieszkańcy kamienicy są zaniepokojeni hałasem dochodzącym ze śmietnika. Rano zastają tam bałagan. Okazuje się, że sprawcą rabanu jest niejaki Mutant. | 11.10.2017    | Patrick Yoka | Aleksander Sobiszewski Katarzyna Sobiszewska Patrick Yoka |
| 523 | Non profit            | Umiera dotychczasowy dozorca kamienicy, Kieliszkowski. Nowym dozorcą mianuje się Boczek.                                                              | 18.10.2017    | Patrick Yoka | Aleksander Sobiszewski Katarzyna Sobiszewska Patrick Yoka |
| 524 | Arcyfakt              | Marian Paździoch twierdzi, że jest o krok od znalezienia Świętego Graala.                                                                             | 25.10.2017    | Patrick Yoka | Aleksander Sobiszewski Katarzyna Sobiszewska Patrick Yoka |
| 525 | Fachowiec             | W mieszkaniu Kiepskich występują liczne awarie. Halina o pomoc w naprawie prosi Arnolda Boczka.                                                       | 08.11.2017    | Patrick Yoka | Aleksander Sobiszewski Katarzyna Sobiszewska Patrick Yoka |
| 526 | Orinoko               | Marian Paździoch stara się nakłonić Ferdka, aby razem z nim wyruszył do Ameryki Południowej w poszukiwaniu motyla o nazwie Orinoko.                   | 15.11.2017    | Patrick Yoka | Aleksander Sobiszewski Katarzyna Sobiszewska Patrick Yoka |
| 527 | Kalafior              | Prezes Kozłowski informuje Ferdka o zbliżającym się 50-leciu osiedla Kosmonautów. Proponuje mu wykreowanie oryginalnego pomysłu na uroczyste obchody. | 22.11.2017    | Patrick Yoka | Aleksander Sobiszewski Katarzyna Sobiszewska Patrick Yoka |
| 528 | Mężczyzna w kapeluszu | Halina kupuje Ferdkowi nowy fotel, natomiast stary wyrzuca. Ferdek nie akceptuje zmiany i rozpoczyna poszukiwania mebla.                              | 29.11.2017    | Patrick Yoka | Aleksander Sobiszewski Katarzyna Sobiszewska Patrick Yoka |

## Sezon 31 (jesień 2018)
| Nr  | Tytuł                     | Opis odcinka | Data premiery | Reżyseria      | Scenariusz                                   |
| --- | ------------------------- | --- | ------------- | -------------- | -------------------------------------------- |
| 529 | Małżeństwo z rozsądku     | Mariola deklaruje, że chce pozostać osobą niezamężną. Ferdek postanawia ją zachęcić do zamążpójścia.                                                                          | 05.09.2018    | Adek Drabiński | Aleksander Sobiszewski Katarzyna Sobiszewska |
| 530 | Pies ogrodnika            | Marian Paździoch postanawia ostatecznie uniemożliwić Boczkowi korzystanie z ich toalety. W tym celu zamierza użyć najnowocześniejszych zabezpieczeń.                          | 12.09.2018    | Adek Drabiński | Aleksander Sobiszewski Katarzyna Sobiszewska |
| 531 | Bankomat                  | Halina przez roztargnienie zapomina zabrać z bankomatu pobrane pieniądze. Ferdek podejrzewa, że mógł to zrobić Marian Paździoch.                                              | 19.09.2018    | Adek Drabiński | Aleksander Sobiszewski Katarzyna Sobiszewska |
| 532 | Pacynka                   | Ferdek zostaje sfilmowany przed sklepem "U Stasia", a nagranie trafia do internetu. Kozłowski postanawia wykorzystać mężczyznę w politycznych przekomarzankach.               | 26.09.2018    | Adek Drabiński | Aleksander Sobiszewski Katarzyna Sobiszewska |
| 533 | Ciuciubabka               | Halina obsesyjnie poszukuje u siebie oznak starości. | 03.10.2018    | Adek Drabiński | Aleksander Sobiszewski Katarzyna Sobiszewska |
| 534 | Grzmot                    | Boczek okazuje się mieć talent do gry w golfa. Prezes Kozłowski postanawia wykorzystać jego zdolności.                                                                        | 10.10.2018    | Adek Drabiński | Aleksander Sobiszewski Katarzyna Sobiszewska |
| 535 | Zmiana                    | W kraju ma dojść do zasadniczych, ale nieznanych nikomu zmian. | 17.10.2018    | Adek Drabiński | Aleksander Sobiszewski Katarzyna Sobiszewska |
| 536 | Kto pierwszen ten lepszen | Pewnego dnia Halina znajduje na śmietniku narożnik. Postanawia częściej tam zaglądać w poszukiwaniu kolejnych fantów.                                                         | 24.10.2018    | Adek Drabiński | Aleksander Sobiszewski Katarzyna Sobiszewska |
| 537 | Boże skrawki              | Kozłowski uświadamia Ferdka o przekroczeniu norm w zanieczyszczeniu środowiska naturalnego. Kiepski postanawia temu przeciwdziałać.                                           | 31.10.2018    | Adek Drabiński | Aleksander Sobiszewski Katarzyna Sobiszewska |
| 538 | Trudno powiedzieć         | Prezes Kozłowski, Ferdek i Paździoch postanawiają założyć partię polityczną, która będzie zrzeszać osoby niezdecydowane.                                                      | 07.11.2018    | Adek Drabiński | Aleksander Sobiszewski Katarzyna Sobiszewska |
| 539 | Paco Rabaco               | Halina wpada w nałóg kupowania ubrań w sklepach z odzieżą używaną. Odkrywa, że kupowanie a następnie sprzedawanie markowych ciuchów może stać się dobrym sposobem na zarobek. | 14.11.2018    | Adek Drabiński | Aleksander Sobiszewski Katarzyna Sobiszewska |
| 540 | Paź królowej              | Zainspirowana pewnym wywiadem Jolasia obwołuje się królową. Jej nowy styl życia imponuje pozostałym kobietom.                                                                 | 21.11.2018    | Adek Drabiński | Aleksander Sobiszewski Katarzyna Sobiszewska |

## Sezon 32 (wiosna 2019)
| Nr  | Tytuł                           | Opis odcinka | Data premiery | Reżyseria      | Scenariusz                                   |
| --- | ------------------------------- | --- | ------------- | -------------- | -------------------------------------------- |
| 541 | Marian ma syna                  | Paździoch wyznaje Ferdkowi, że ma syna będącego owocem dawnego romansu z młodą Romką.                                                                   | 06.03.2019    | Adek Drabiński | Aleksander Sobiszewski Katarzyna Sobiszewska |
| 542 | Nasz człowiek z Paragwaju       | Syn Paździocha, Janusz, chcąc zainicjować dobre relacje z Ferdkiem, daje mu egzotyczny prezent.                                                         | 13.03.2019    | Adek Drabiński | Aleksander Sobiszewski Katarzyna Sobiszewska |
| 543 | Poniżej pasa                    | Na skutek nieporozumienia Ferdek zostaje oskarżony przez Halinę o zdradę małżeńską. Twierdzi ona, że jest w posiadaniu dowodów jego winy.               | 20.03.2019    | Adek Drabiński | Aleksander Sobiszewski Katarzyna Sobiszewska |
| 544 | Troll                           | Jolasia postanawia zrobić karierę youtuberki, prowadząc wideoblog modowy. Niestety, wśród wielu fanów pojawia się również złośliwy troll.               | 27.03.2019    | Adek Drabiński | Aleksander Sobiszewski Katarzyna Sobiszewska |
| 545 | W poszukiwaniu straconego czasu | Halina zarzuca mężowi, że notorycznie marnuje on czas. Okazuje się jednak, że Ferdek dokonał wielu bohaterskich czynów.                                 | 03.04.2019    | Adek Drabiński | Aleksander Sobiszewski Katarzyna Sobiszewska |
| 546 | Hotel                           | Mieszkańcy kamienicy postanawiają otworzyć hotel w pustostanie i dzielić się zyskami. Wspólna idea staje się jednak źródłem konfliktów.                 | 10.04.2019    | Adek Drabiński | Aleksander Sobiszewski Katarzyna Sobiszewska |
| 547 | Alternatywy 3/4                 | Ferdek dowiaduje się o naukowej teorii istnienia światów równoległych. Spotyka człowieka, który oferuje mu podróż przez tunel czasoprzestrzenny.        | 17.04.2019    | Adek Drabiński | Aleksander Sobiszewski Katarzyna Sobiszewska |
| 548 | Człowiek bez planu              | Jolasia, grożąc rozstaniem, nakazuje Waldkowi, aby skonstruował sobie nowy plan na życie.                                                               | 24.04.2019    | Adek Drabiński | Aleksander Sobiszewski Katarzyna Sobiszewska |
| 549 | Latarenka                       | Waldek zostaje porażony piorunem, wskutek czego zyskuje dużą ilość energii. Mieszkańcy kamienicy postanawiają na tym zarobić.                           | 01.05.2019    | Adek Drabiński | Aleksander Sobiszewski Katarzyna Sobiszewska |
| 550 | Samouk                          | Ferdek dostaje od Badury nowoczesny sprzęt do nauki języków obcych. Postanawia go przetestować na Boczku.                                               | 08.05.2019    | Adek Drabiński | Aleksander Sobiszewski Katarzyna Sobiszewska |
| 551 | Kalibaba                        | Prezes Kozłowski jest przekonany o porażce w kolejnych wyborach. Postanawia je wygrać w sposób mniej uczciwy z pomocą młodego naukowca.                 | 15.05.2019    | Adek Drabiński | Aleksander Sobiszewski Katarzyna Sobiszewska |
| 552 | Straszny film                   | Kozłowski namawia Ferdka, aby zebrał podpisy w sprawie zagospodarowania terenów zielonych. Kiepski zgadza się, nie wiedząc, że został wplątany w aferę. | 22.05.2019    | Adek Drabiński | Aleksander Sobiszewski Katarzyna Sobiszewska |

## Sezon 33 (2019/2020)[f]
| Nr  | Tytuł                     | Opis odcinka | Data premiery                         | Reżyseria      | Scenariusz                      |
| --- | ------------------------- | --- | ------------------------------------- | -------------- | ------------------------------- |
| 553 | Święty gral               | Ferdek natyka się w piwnicy na pewną samo-napełniającą się butelkę wódki. Wraz z Boczkiem i Januszem postanawia odkryć historię flaszki.                       | 26.08.2019 (Ipla) 07.03.2020 (Polsat) | Adek Drabiński | Karolina Słyk                   |
| 554 | Śmierć i zmartwychwstanie | Badura okazuje się być lekarzem zajmującym się wydłużaniem życia. Razem z Ferdkiem obmyśla intrygę, aby sprawdzić, czy Kiepski zostanie doceniony po śmierci.  | 29.08.2019 (Ipla) 14.03.2020 (Polsat) | Adek Drabiński | Adrian Nowakowski               |
| 555 | Duch Malinowskiej         | Stasio Malinowski po powrocie z USA wprowadza w sklepie amerykańską strategię sprzedaży.                                                                       | 02.09.2019 (Ipla) 21.03.2020 (Polsat) | Adek Drabiński | Doman Nowakowski                |
| 556 | Zamach                    | Amerykańska armia poszukuje Ferdynanda Kiepskiego w celu pozyskania od niego planów broni, jaką niegdyś skonstruował.                                          | 04.10.2019 (Ipla) 28.03.2020 (Polsat) | Adek Drabiński | Karolina Słyk                   |
| 557 | Podziały plemienne        | Halina przynosi z pracy nowoczesną maszynę do badania genów na kilkadziesiąt pokoleń wstecz. Staje się ona przyczyną podziału pomiędzy mieszkańcami kamienicy. | 04.10.2019 (Ipla) 04.04.2020 (Polsat) | Adek Drabiński | Karolina Słyk                   |
| 558 | Należność za leżenie      | Ferdek podejmuje pracę w NASA. Ma ona polegać na konieczności leżenia bez ruchu przez bardzo długi czas za duże pieniądze.                                     | 04.10.2019 (Ipla) 11.04.2020 (Polsat) | Adek Drabiński | Doman Nowakowski                |
| 559 | Wewnętrzny ogród          | Ferdka we śnie odwiedza Archanioł Gabriel. Nakazuje mu znalezienie uczynionych przez niego dobrych uczynków.                                                   | 04.10.2019 (Ipla) 18.04.2020 (Polsat) | Adek Drabiński | Adrian Nowakowski               |
| 560 | Ciasteczka wujka Booble'a | Ferdek dowiaduje się od Marioli, że jest szpiegowany przez tzw. "ciasteczka". Jednocześnie Boczek zaczyna wszystkich częstować ciastkami.                      | 21.10.2019 (Ipla) 25.04.2020 (Polsat) | Adek Drabiński | Doman Nowakowski                |
| 561 | Europejski obywatel       | Mieszkańcy kamienicy zostają objęci programem Unii Europejskiej wspomagającym odchudzanie.                                                                     | 23.10.2019 (Ipla) 02.05.2020 (Polsat) | Adek Drabiński | Renata Pałys                    |
| 562 | Wielki Zderzacz Hadronów  | U Kiepskich pojawiają się dwaj goście - Mirek Kudaśko, który niegdyś kochał się w Halinie, oraz Oskar, który przychodzi naprawić telewizor.                    | 12.11.2019 (Ipla) 09.05.2020 (Polsat) | Adek Drabiński | Doman Nowakowski                |
| 563 | Skarb prezesa Piątka      | Ferdek próbuje zdobyć skarb poprzedniego prezesa spółdzielni mieszkaniowej, ukryty w pustostanie.                                                              | 12.11.2019 (Ipla) 16.05.2020 (Polsat) | Adek Drabiński | Doman Nowakowski                |
| 564 | Naprawa Ferdka            | Halina wraz z Oskarem, narzeczonym Marioli, podejmuje próbę naprawienia Ferdka.                                                                                | 12.11.2019 (Ipla) 23.05.2020 (Polsat) | Adek Drabiński | Karolina Słyk Adrian Nowakowski |

## Sezon 34 (produkcja: 2020, emisja: jesień 2021)[g][53]
| Nr  | Tytuł                 | Opis odcinka | Data premiery | Reżyseria      | Scenariusz                      |
| --- | --------------------- | --- | ------------- | -------------- | ------------------------------- |
| 565 | Jaszczurze oko        | Ferdynand po obejrzeniu wywiadu z pewnym brytyjskim naukowcem zaczyna wierzyć, że światem rządzą Reptilianie.                                                                                                  | 27.10.2021    | Adek Drabiński | Karolina Słyk                   |
| 566 | Człowiek nietoperz    | Oskar prowadzi badania z żywym nietoperzem, który niespodziewanie gryzie go w czoło. Od tamtego momentu mężczyzna zaczyna się dziwnie zachowywać.                                                              | 27.10.2021    | Adek Drabiński | Karolina Słyk                   |
| 567 | Młoda kanapa          | Ferdek pod nieobecność Haliny zaczyna marzyć o nowej kanapie. Jego marzenie się spełnia, przynosi to jednak nieoczekiwane konsekwencje.                                                                        | 03.11.2021    | Adek Drabiński | Doman Nowakowski                |
| 568 | Strzygbusters         | Ferdkowi śni się strzyga. Postanawia wezwać pogromców strzyg. Tymczasem w mieszkaniu Oskara i Marioli pojawia się tajemniczy gość.                                                                             | 03.11.2021    | Adek Drabiński | Doman Nowakowski                |
| 569 | Córa marnotrawna      | Po tym, jak Oskar porzucił Mariolę, między nim a Ferdkiem dochodzi do konfliktu. Wkrótce dochodzi do zuchwałego porwania Ferdka.                                                                               | 10.11.2021    | Adek Drabiński | Renata Pałys Adek Drabiński     |
| 570 | Rowerek               | Oskar konstruuje rower treningowy, który staje się powodem konfliktu między Ferdkiem a Haliną. | 10.11.2021    | Adek Drabiński | Adrian Nowakowski               |
| 571 | Wielki sen            | Ferdka we śnie odwiedza tajemnicza, piękna kobieta. Ta sama osoba zaczyna pojawiać się w snach Haliny. | 17.11.2021    | Adek Drabiński | Adrian Nowakowski               |
| 572 | Bunt maszyn           | Oskar pracuje nad sztuczną inteligencją. Urządzenia szybko wymykają się spod kontroli. | 17.11.2021    | Adek Drabiński | Doman Nowakowski                |
| 573 | Przepisy Halińci      | Halina zakłada swój kanał internetowy o tematyce kulinarnej. | 24.11.2021    | Adek Drabiński | Karolina Słyk                   |
| 574 | Gra o schron          | W kamienicy zjawiają się preppersi, którzy przygotowują się na koniec świata. Chcą odkupić piwnicę od lokatorów, jednak odchodzą z niczym. Wywierają jednak spory wpływ na Boczku, który zamyka się w piwnicy. | 24.11.2021    | Adek Drabiński | Karolina Słyk Adrian Nowakowski |
| 575 | Lokator wszech czasów | Prezes Kozłowski organizuje plebiscyt na lokatora wszech czasów. | 02.12.2021    | Adek Drabiński | Karolina Słyk                   |
| 576 | Polityka              | Paździochowa, chcąc uniemożliwić Boczkowi korzystanie z ich toalety, udowadnia, że ten łamie stary regulamin WC.                                                                                               | 02.12.2021    | Adek Drabiński | Adrian Nowakowski               |

## Sezon 35 (produkcja: 2021, emisja: jesień 2022)[h]
| Nr  | Tytuł                      | Opis odcinka | Data premiery | Reżyseria      | Scenariusz                      |
| --- | -------------------------- | --- | ------------- | -------------- | ------------------------------- |
| 577 | Osoba publiczna            | Ferdek udaremnia napad na sklep "U Stasia". Staje się bohaterem mediów. | 31.08.2022    | Adek Drabiński | Karolina Słyk Adrian Nowakowski |
| 578 | Android                    | Oskar konstruuje androida o wyglądzie Ferdka. Robot zamieszkuje u Kiepskich i staje się uciążliwy dla Ferdynanda. | 07.09.2022    | Adek Drabiński | Karolina Słyk Adrian Nowakowski |
| 579 | Telewizor                  | Z mieszkania Kiepskich znika telewizor. Szybko wychodzi na jaw, że w kradzież zamieszana jest Zofia. | 14.09.2022    | Adek Drabiński | Karolina Słyk Adrian Nowakowski |
| 580 | Remont za friko            | Zofia zgłasza wspólną toaletę do remontu w programie telewizyjnym. | 21.09.2022    | Adek Drabiński | Renata Pałys Adek Drabiński     |
| 581 | Daleki krewny z Ameryki    | Krewny Badury z Ameryki chce podarować mu spadek pod warunkiem, iż ten założy rodzinę. Bezdomny prosi Kiepskich o pomoc w wielkiej mistyfikacji. | 28.09.2022    | Adek Drabiński | Karolina Słyk Adrian Nowakowski |
| 582 | Patoturystyka              | W kamienicy pojawia się pewien znany profesor antropologii. Patologiczna codzienność mieszkańców wzbudza w nim swoisty zachwyt, co staje się pretekstem do łatwego zarobku. | 05.10.2022    | Adek Drabiński | Karolina Słyk Adrian Nowakowski |
| 583 | Tajemnica Arnolda Boczka   | Ferdek dowiaduje się o mającej nastąpić inwazji kosmitów powiązanych z żołnierzami SS i postanawia jej zapobiec. | 12.10.2022    | Adek Drabiński | Doman Nowakowski Adek Drabiński |
| 584 | Lady Strzygoń              | Zofia i Oskar wyjeżdżają do Londynu do swojej arystokratycznej krewnej. Ferdek nie wierzy w ich koneksje i postanawia ich zdemaskować. | 19.10.2022    | Adek Drabiński | Karolina Słyk Adrian Nowakowski |
| 585 | Święta kluska              | Mieszkańców osiedla opętuje wiara w Kosmiczną Kluskę, która ma ich obdarzyć sporą liczbą pieniędzy. | 26.10.2022    | Adek Drabiński | Doman Nowakowski Adek Drabiński |
| 586 | Janusz i Adelajda          | Janusz zakochuje się w nowej sklepowej Adelajdzie Muchomorek, co nie podoba się mieszkańcom osiedla. Dodatkowo sklepowa odmawia dalszego prowadzenia „sprzedaży na zeszyt”. Kiepscy i ich znajomi zaczynają walczyć o prawa do zachowania starego systemu sprzedaży, posuwając się nawet do uprowadzenia Janusza Paździocha i szantażowania tym sklepowej. | 02.11.2022    | Adek Drabiński | Renata Pałys Adek Drabiński     |
| 587 | Wróżba                     | Wszystkie kobiety w kamienicy zaczynają interesować się wróżbami. Paździochowa poleca wszystkim swoją wróżkę. | 09.11.2022    | Adek Drabiński | Renata Pałys Adek Drabiński     |
| 588 | Dzień Wszystkich Kiepskich | Ferdek trafia do zaświatów, gdzie spotyka całą swoją nieżyjącą część rodziny. | 16.11.2022    | Adek Drabiński | Doman Nowakowski                |

## Fabularne odcinki specjalne
| Nr  | Tytuł               | Opis odcinka | Data premiery                                  | Reżyseria      | Scenariusz                                       |
| --- | ------------------- | --- | ---------------------------------------------- | -------------- | ------------------------------------------------ |
| —   | Wielki bal          | Ferdek organizuje bal sylwestrowy w swoim mieszkaniu. Zjawiają się na nim Krzysztof Krawczyk oraz bohaterowie seriali Miodowe lata i Graczykowie. | 31.12.1999–01.01.2000 (23:30–00:35) 31.12.2006 | Okił Khamidow  | Janusz Sadza Aleksander Sobiszewski Piotr Kalwas |
| 589 | Wieczna kwarantanna | Odcinek poświęcony pamięci Dariusza Gnatowskiego i Ryszarda Kotysa.                                                                               | 20.03.2023 (Polsat Box Go)                     | Adek Drabiński | Karolina Słyk Adrian Nowakowski                  |

## Materiały zza kulis, reportaże
| Tytuł                                                   | Opis odcinka | Data premiery                                | Reżyseria        | Scenariusz         |
| ------------------------------------------------------- | --- | -------------------------------------------- | ---------------- | ------------------ |
| Jak realizowano serial „Świat według Kiepskich”         | Kulisy produkcji serialu. | 23.12.1999                                   | Okił Khamidow    | bd.                |
| To jest właśnie Kiepskich świat                         | Kulisy produkcji serialu. | 24.04.2000                                   | Okił Khamidow    | Piotr Korzeniewski |
| W świetle „Kiepskich”                                   | Kulisy produkcji serialu. | 31.12.2001                                   | Okił Khamidow    | Piotr Korzeniewski |
| Bohaterowie                                             | Reportaż o bohaterach serialu. | 27.10.2011 (Ipla)                            | Martyna Korzelik | bd.                |
| Efekty specjalne                                        | Reportaż o efektach specjalnych użytych w serialu. | 22.12.2011 (Ipla)                            | Martyna Korzelik | bd.                |
| Kulisy serialu „Świat według Kiepskich” – 15 lat minęło | Aktorzy i ekipa opowiadają o pracy w kamienicy przy ul. Podwale i o kręceniu w studiu ATM na Bielanach Wrocławskich. Wspominają 15-letnią historię serialu.                                                                                          | 25.03.2015 (Ipla) 2014 (fragmenty; Polsat 2) | bd.              | bd.                |
| 500+ z rodziną Kiepskich                                | Reportaż z okazji 500. odcinka serialu. | 22.11.2016 (Ipla)                            | bd.              | bd.                |
| 20 lat serialu „Świat według Kiepskich” – kulisy        | Aktorzy i ekipa opowiadają o pracy w kamienicy przy ul. Podwale i o kręceniu w studiu ATM na Bielanach Wrocławskich. Wspominają 20-letnią historię serialu, przypominają fragmenty odcinków i rozmawiają o planie zdjęciowym, emitowanym w Polsacie. | 08.06.2019                                   | Adek Drabiński   | bd.                |

## Informacje dodatkowe
- Specjalnie nakręcone sceny serialu były wykorzystywane m.in. w programie „Jak oni śpiewają” (gdy brała w nich udział Marzena Kipiel-Sztuka), na galach z okazji wręczenia Telekamer i w reklamie Cyfrowego Polsatu. Fragmenty te nigdy nie ukazały się w serialu.
- Pierwszą część 70. odcinka programu „Się kręci” poświęcono serialowi „Świat według Kiepskich”. W odcinku tym serialowe Halina i Mariola oprowadziły redaktorkę po mieszkaniu i opowiedziały o swej rodzinie. Został przeprowadzony też wywiad z Andrzejem Grabowskim. Wykorzystano fragmenty m.in. odcinków: „Impreza” (odc. 265), „Uśmiech zębiczny” (odc. 267) i „Azazel Pazuzu”(odc. 283).